# Selección de fútbol de Paraguay
La selección de fútbol de Paraguay constituye el conjunto representativo del país en las competencias oficiales de esta disciplina deportiva. Su gestión y dirección recaen en la Asociación Paraguaya de Fútbol (APF), entidad afiliada a la Confederación Sudamericana de Fútbol (Conmebol).
La Albirroja, como es conocida, debido a los colores de la bandera impregnados en la camiseta, estuvo presente en 9 ediciones de la Copa Mundial de la FIFA, participando en 1930, 1950, 1958, 1986, 1998, 2002, 2006, 2010 y 2030 (4 consecutivas entre 1998 y 2010). Hasta el momento, la instancia más alta a la que ha podido acceder en este torneo es la de cuartos de final, objetivo alcanzado en la Copa Mundial de la FIFA 2010. En algunas de las últimas competiciones, la selección fue derrotada o eliminada por un equipo que a la postre terminaría siendo campeón o finalista.
Participó de la Copa América en 38 ediciones, conquistándola en los años 1953 y 1979, en cuyas finales derrotó a las selecciones de Brasil y Chile, respectivamente. Obtuvo además el subcampeonato seis veces: en 1922, 1929, 1947, 1949, 1963 y 2011.
Su mayor éxito en los Juegos Olímpicos se produjo en el torneo masculino de Atenas 2004, en donde ganó la medalla de plata. En este certamen la selección paraguaya disputó por primera y única vez la final de una competición a nivel mundial. Tal proeza futbolística le otorgó al deporte de su país una inédita presea olímpica, siendo a día de hoy, la única medalla. Previamente había obtenido su pasaje tras finalizar en el segundo lugar del Preolímpico Sudamericano Sub-23 de 2004, venciendo en el último partido a la selección brasileña, quedando esta eliminada. También se había clasificado para el torneo masculino de Barcelona 1992, en donde llegó hasta los cuartos de final, ganando como anfitrión el título de campeón preolímpico sudamericano.

## Historia

### El principio (1906-1950)
Poco después de la introducción del fútbol en Paraguay por medio de William Paats, la Liga Paraguaya (hoy Asociación Paraguaya de Fútbol) fue creada en 1906. El primer equipo nacional de fútbol fue organizado en 1910 cuando una invitación hecha por el club argentino Hércules de Corrientes fue recibida para jugar un partido amistoso. Los miembros de este primer combinado nacional fueron: F. Melián, G. Almeida, A. Rodríguez, M. Barrios, P. Samaniego, J. Morín, Z. Gadea, D. Andreani, César Mena Porta, B. Villamayor, M. Rojas y Enrique Erico. El encuentro acabó en un empate sin goles.
A causa del número creciente de invitaciones para jugar nuevos amistosos y torneos internacionales, la APF decidió oficialmente crear el equipo representativo nacional para lo cual debía elegir el diseño de la indumentaria a utilizar en dichos compromisos. Este se constituyó de rayas verticales rojas y blancas, las mismas que hasta la fecha permanecen como los colores oficiales (tomados de la bandera paraguaya).

#### Partido inaugural
El primer enfrentamiento del cual tomó parte el representativo nacional sucedió en el año 1910 frente a un club argentino de la ciudad de Corrientes llamado Club Atlético Social Hércules, el cual hizo llegar la invitación al combinado paraguayo con motivo de la celebración del centenario de la República Argentina. Sin embargo, el partido que protagonizaría nueve años después junto al seleccionado argentino fue el primero en ser reconocido por FIFA.

Su primer juego internacional se produjo el 11 de mayo de 1919, en Asunción, ante su similar de Argentina. 
| 11 de mayo de 1919 | Paraguay | 1-5 | Argentina                        | Estadio de la Liga, Asunción                                            |                                                                         |
|                    | Casado   |     | Ochandío (2) Laguna (2) Polimeni | Asistencia: 10 000 espectadores Árbitro(s): Germán Guassone (Argentina) | Asistencia: 10 000 espectadores Árbitro(s): Germán Guassone (Argentina) |

Paraguay en aquel encuentro formó su once inicial con: Venancio Martínez; José Ríos Cariaga y Ramón González; Ranulfo Benítez, Waldino Brítez y Ángel Hermosilla; Carlos Casabianca, Wilfrido Carreras, Clemente Ferreira, Faustino Casado y Bernabé Núñez. En tanto que Argentina lo hizo con: Américo Miguel Tesorieri o Tesoriere; Roberto Sancet y Humberto Juan Recanattini; José Alfredo López, Mario José Busso y Luis Célico; Bianatti, José Manuel Durand Laguna, Alberto Enrique Ochandío, Juan Carlos Adet, y Pascual Polimeni.

#### Primera participación en el Campeonato Sudamericano

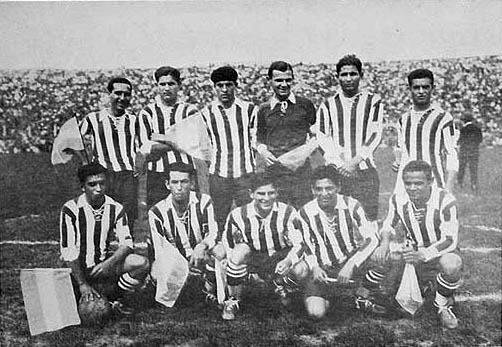
Equipo paraguayo que participó del Campeonato Sudamericano 1929.

A finales de 1919, Paraguay aceptó la invitación de jugar el Campeonato Sudamericano de Selecciones de 1921, y con el objetivo de prepararse para tal competencia, se determinó la disputa de un buen número de amistosos, jugados entre 1919 y poco antes de iniciarse el torneo. El primero de aquellos amistosos se jugó en Asunción el 11 de mayo de 1919 y terminó con derrota de 1-5 ante Argentina, marcando este el primer juego internacional del conjunto nacional paraguayo.
Cuando finalmente llegó el comienzo del certamen de 1921, Paraguay sorprendió a propios y extraños al batir al que era por entonces tres veces campeón sudamericano, Uruguay, por el marcador de 2-1, siendo este el primer partido en una competición oficial de una selección paraguaya de fútbol. Paraguay al cabo del torneo terminó en el cuarto puesto y con el paso del tiempo se convirtió en un participante regular en las ediciones siguientes.

#### Copa Mundial Uruguay 1930

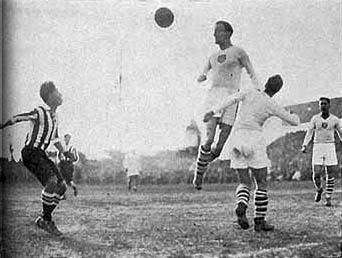
La selección de Paraguay enfrentando a los Estados Unidos en la fase de grupos de la Copa Mundial de 1930.

En 1930, Paraguay participó en la primera Copa Mundial, organizada por Uruguay. En la primera ronda, Paraguay debutó y perdió 0-3 frente al equipo de los Estados Unidos el 17 de julio, para posteriormente derrotar a Bélgica por 1-0 el día 20, siendo en ambos dirigido técnicamente por el entrenador José Durand Laguna. Solo un equipo de los tres debía avanzar a la próxima etapa, y ese fue Estados Unidos. Posteriormente, Paraguay no participaría en los mundiales de Italia 1934 y Francia 1938, debido a los conflictos políticos que acarreaban al gobierno de esa época.

### Bicampeonato de América (1950-1990)
En este periodo de tiempo, Paraguay solamente ha clasificado a tres Copas del Mundo: en Brasil 1950, Suecia 1958 y en México 1986 (28 años después). Sin embargo, en este periodo se consagró campeona de América nuevamente -por segunda vez- en el año 1979.

#### Copa Mundial de Brasil 1950
Después de buenas participaciones en los Campeonatos Sudamericanos de 1929, 1947 y 1949 (en la que terminó en el segundo lugar por diferencia de goles), Paraguay estaba listo para su siguiente intervención en la Copa del Mundo.
El regreso se producía en la edición de 1950, realizada en Brasil, donde Paraguay se enfrentó a Suecia el día 29 de junio e Italia el 2 de julio por el grupo 3, fallando en su intento de avanzar a la siguiente ronda tras una igualadad de 2-2 con el primero y caer por 0-2 ante el segundo. Paraguay regresaría recién en 1958.

#### Campeonato Sudamericano 1953

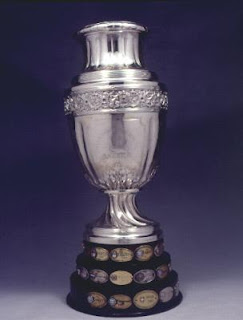
El trofeo del Campeonato Sudamericano 1953 ganado por Paraguay.

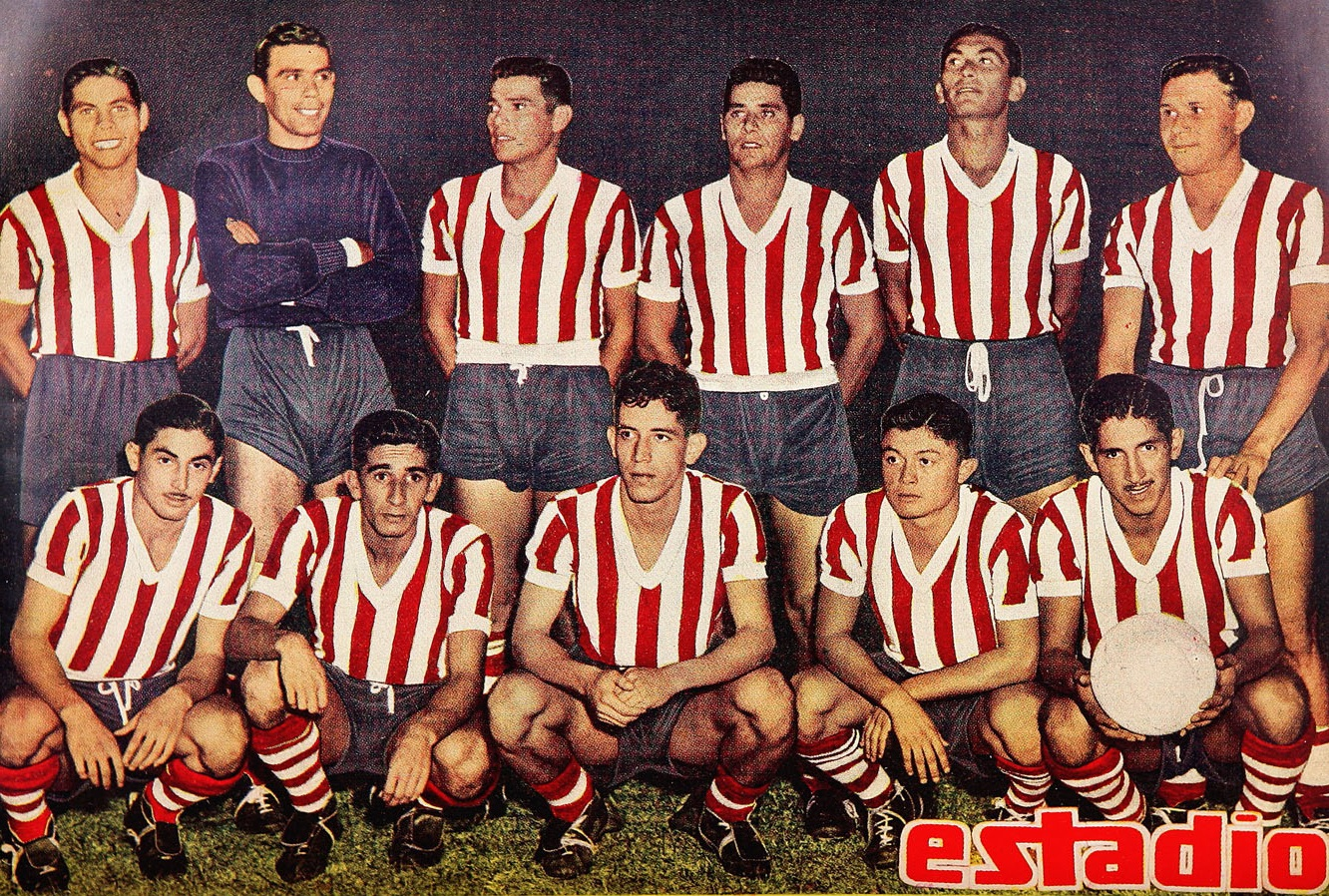
Plantel del equipo paraguayo campeón del Campeonato Sudamericano 1953 (Lima, Perú).

El primer gran éxito se produjo en 1953, cuando Paraguay se coronó campeón del Campeonato Sudamericano realizado en Lima, Perú. En su camino hacia la consagración, Paraguay venció a Chile (3-0) el 25 de febrero, a Bolivia (2-1) el 16 de marzo y a Brasil (2-1) el 27 de marzo; además, empató con Ecuador (0-0) el 4 de marzo, con Uruguay (2-2) el 12 de marzo y con el equipo local, Perú (2-2), el 8 de marzo.
No obstante, este último resultado no fue validado debido a una sustitución adicional realizada por el equipo paraguayo durante el partido, lo que resultó en la pérdida del punto. Dado que Paraguay y Brasil terminaron con la misma cantidad de puntos, fue necesario disputar un partido de desempate, el cual Paraguay ganó por 3-2 el 1 de abril de ese año, con goles de Atilio López, Manuel Gavilán y Rubén Fernández, para así obtener su primer título oficial.
Es destacable que Paraguay logró esta hazaña venciendo en dos ocasiones al poderoso Brasil —de aquel momento—, un logro sumamente inusual en un mismo torneo. El equipo de héroes de aquella significativa victoria estuvo dirigido por el seleccionador Manuel Fleitas Solich, contando con jugadores como Adolfo Riquelme, Heriberto Herrera, Melanio Olmedo, Manuel Gavilán, Félix Leguizamón, Ireneo Hermosilla, Ángel Berni, Atilio López, Rubén Fernández, Juan Ángel Romero, Antonio Ramón Gómez, Domingo Martínez, Silvio Parodi y Luis Lacasa. También cabe resaltar que las selecciones de Argentina y Colombia no participaron en este certamen. Paraguay se tomó así la revancha de la final del torneo anterior ante Brasil, que aún se encontraba afectado por los traumas del Maracanazo.

#### Copa Mundial de Suecia 1958
Para la Copa Mundial 1958, Paraguay, que era dirigida por el Gran Capitán Aurelio González, sorpresivamente se clasificó por delante de Uruguay, goleándolo por un rotundo 5-0 en el juego decisivo, habiendo alineado un equipo que contaba con un formidable ataque plagado de estrellas como Oscar Aguilera, Juan Bautista Agüero, José Parodi, Juan Romero, Cayetano Ré y Florencio Amarilla.
En su primer juego en Suecia, Paraguay se encontraba arriba por 3-2 sobre Francia, aunque finalmente el conjunto galo lo dio vuelta ganando por 7-3, ocurrido el día 8 de junio. Un 3-2 ante Escocia el día 11, y un empate a 3 tantos con Yugoslavia el 15 de junio, dejó a Paraguay fuera de carrera al terminar en el tercer lugar de su grupo.
Más tarde, la salida de varias de sus estrellas (caso Eulogio Martínez) con destino al fútbol europeo (principalmente España) causó un cierto debilitamiento al potencial del equipo paraguayo, desembocando en la eliminación a manos de México en la última fase de clasificación (repesca) para el Mundial de Chile de 1962.

#### Copa América 1979

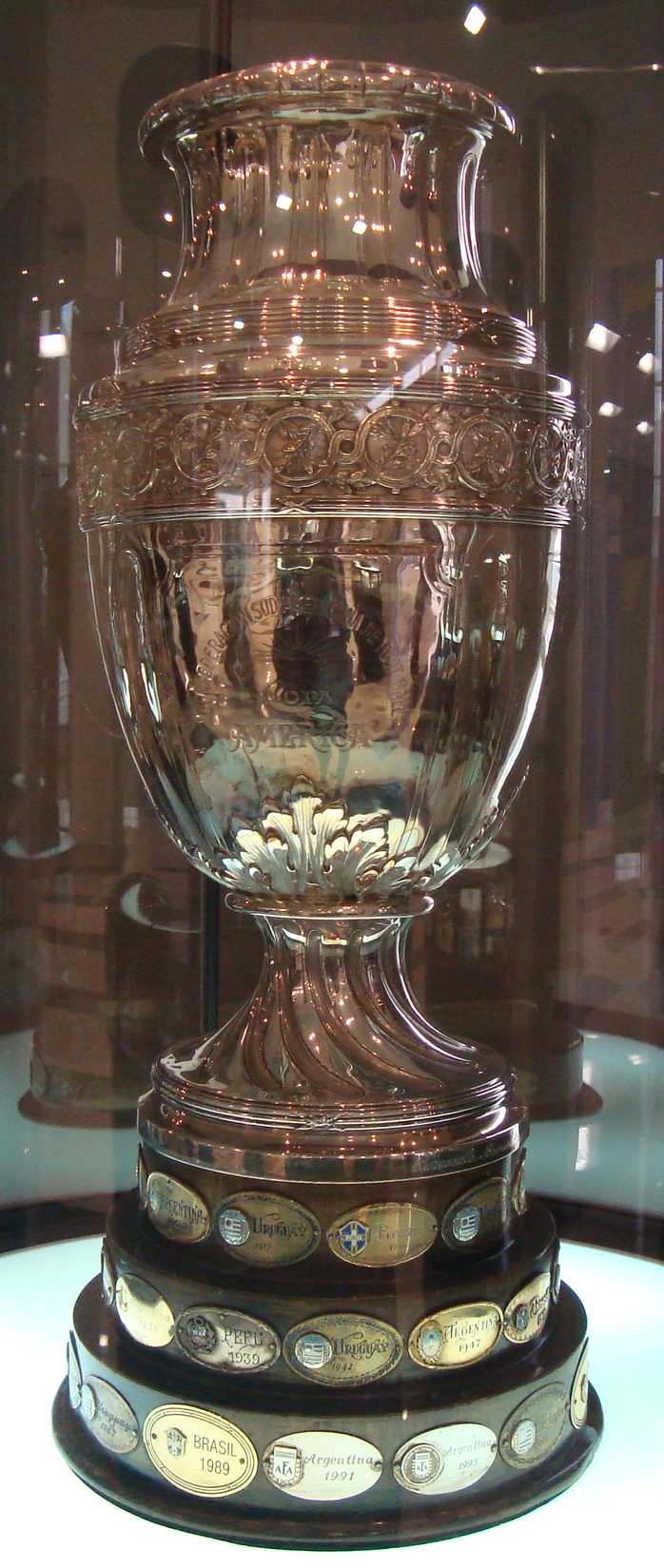
La Copa América, trofeo que Paraguay conquistó en dos oportunidades.

Al principio de esta nueva etapa, Paraguay seguía sin acceder a los mundiales subsiguientes, hasta que en 1979 se reencuentra con el éxito a nivel continental logrando por segunda ocasión la Copa América (al igual que uno de los clubes del país, Olimpia, que ese mismo año ganó su primera Copa Libertadores), reafirmando así su condición de sólido contendiente en la región.
El camino hacia el título comenzó tras finalizar en la primera posición del grupo C, compartido junto a Uruguay y Ecuador, con dos triunfos y dos empates. Luego, en las semifinales Paraguay derrotó a Brasil por un marcador agregado de 4-3. En Asunción ganó por 2-1, con goles de Eugenio Morel (de chilena) y Hugo Talavera.
Mientras que en Río de Janeiro, obtuvo un empate a 2, con tantos de Milciades Morel y Julio César Romero (Romerito), que lo catapultó a la final del torneo. En dicha instancia, Paraguay doblegó a Chile a lo largo de tres partidos, arrojando como resultado una cuenta acumulada de 3-1. En el juego de ida disputado en Asunción, la Albirroja ganó por un contundente 3-0, por medio de un doblete de Romerito y el restante de Milciades Morel.
En el de vuelta jugado en Santiago, Chile forzaba un tercer encuentro al vencer por 1-0. Finalmente, en la capital argentina, Paraguay consiguió el campeonato tras igualar 0-0, favorecido por su mejor diferencia de goles. Comandados por el entrenador Ranulfo Miranda, supieron ser una parte importante del equipo Julio César Romero, Carlos Kiese, Alicio Solalinde, Flaminio Sosa, Evaristo Isasi, Roberto Paredes, Juan Bautista Torales, Hugo Ricardo Talavera, Eugenio Morel, entre otros destacados baluartes.

#### Copa Mundial de México 1986
Luego de casi 30 años, la selección guaraní retorna nuevamente a un mundial, el de México 86'. En clasificatorias al mundial, Paraguay quedó segundo en el grupo compartido con Brasil y Bolivia; luego, en el repechaje, venció a Colombia y a Chile en el global.
Ya en el mundial, Paraguay compartió el grupo B con México (la anfitriona de aquel mundial), Bélgica e Irak. Clasificó a octavos de final quedando segunda en su grupo, ganando 1-0 a Irak, empatando 1-1 con México y 2-2 con Bélgica. Ya en octavos de final, Paraguay quedó eliminada del mundial al perder 3-0 con Inglaterra.

### Época dorada (1992-2011)
En los primeros años de la década de 1990, Paraguay retrocedió a épocas pasadas en las que se veía habitualmente frustrado en su intento por clasificar para una nueva edición de la máxima cita del balompié mundial, esta vez para las de Italia 1990 y EE. UU. 1994.
No obstante, en 1992, la oportuna aparición de una nueva camada de jóvenes y talentosos jugadores como Carlos Gamarra, Celso Ayala, José Luis Chilavert, Francisco Arce, José Saturnino Cardozo, Mauro Caballero, Julio César Yegros, Guido Alvarenga, Jorge Luis Campos, entre otros, posibilitó revivir viejas glorias al ganar en calidad de anfitrión el torneo Preolímpico Sudamericano, permitido solo para jugadores menores de veintitrés años. Dicho título le garantizó a mediados del mismo año su primera participación en un torneo de fútbol (también sub-23) de los Juegos Olímpicos, estos celebrados en Barcelona, España.
El equipo dirigido por el uruguayo Sergio Markarián terminó en el segundo lugar de su grupo y posteriormente fue eliminado por Ghana en los cuartos de final. Más allá del resultado, el aspecto más importante de aquella campaña fue la puesta en escena de este grupo de promisorias figuras que, en el futuro, se constituyó en la base de la denominada generación de oro que condujo a Paraguay a tomar parte de cuatro Copas Mundiales consecutivas (entre 1998 y 2010), un hecho inédito para esta selección hasta ese momento, además de obtener la medalla de plata en los Juegos Olímpicos de Atenas 2004 (la única hasta el momento). Tales actuaciones establecieron a la Albirroja como una de las más fuertes en Sudamérica, junto a Brasil y Argentina, especialmente por lo logrado en las fases de clasificación a los mundiales.
Distinto es el caso de lo cosechado en la Copa América a lo largo del mismo período debido a que podría ser considerado como un rendimiento regular, algo lejano al óptimo, superando casi siempre la primera fase pero sin poder alcanzar al menos la semifinal, como por ejemplo sucedió en su propia Copa América de 1999.

#### Copa Mundial de Francia 1998

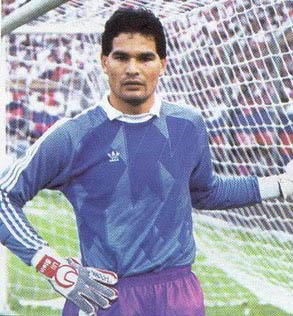
José Luis Chilavert, elegido tres veces mejor arquero del mundo por la IFFHS en los noventa.

Paraguay, conducido por el adiestrador brasileño Paulo César Carpegiani, se ganó el derecho a participar de la Copa Mundial de Francia en 1998 al terminar en el segundo puesto de la clasificación de la zona sudamericana, apenas un punto por detrás de Argentina. En la primera ronda se enfrentó a Bulgaria, España y Nigeria, empatando con los dos primeros sin abrir el marcador, los días 12 de junio y 19 de junio respectivamente. Estos resultados obligaban a Paraguay a conseguir en la última jornada una victoria ante los africanos si pretendía seguir en carrera, la cual fue posible gracias a un favorable 3-1, el 24 de junio de 1998. Los goles que posibilitaron el paso a la fase de octavos de final, por segunda vez en un Mundial, llegaron por intermedio de Celso Ayala, Miguel Ángel Benítez y José Cardozo.
Paraguay así se encontraría en la siguiente instancia con uno de los duelos más emocionantes que ha protagonizado en toda su historia, nada más y nada menos que frente al anfitrión y gran favorito, Francia, a la postre campeón del torneo. El equipo paraguayo en aquella memorable presentación se tornó sorpresivamente duro para el cuadro local, a tal punto que la resistencia del conjunto guaraní se mantuvo en pie hasta pasados los 90 minutos del tiempo normal, cediendo recién tras 113 minutos de ardua lucha, a través del tanto de Laurent Blanc, durante la segunda mitad del período extra, a escasos siete minutos de la definición por penales.
Aquella anotación in extremis del defensa francés representó el primer gol de oro en la historia de los mundiales, el cual concedía el triunfo automático al momento de producirse el día 28 de junio de 1998. Gracias a tamaña actuación, el dúo de la zaga central paraguaya, Carlos Gamarra y Celso Ayala, más el arquero José Luis Chilavert, fueron seleccionados para conformar el equipo ideal de esa Copa Mundial.

#### Copa América 1999
Paraguay sería por primera vez en su historia anfitrión de la Copa América de 1999, en aquella oportunidad, la selección paraguaya, obligada a hacer por lo menos una buena campaña, ingresaría al grupo de Perú, Bolivia y, por primera vez en la historia de la competición, Japón, que sería invitado al evento. En el primer encuentro Paraguay no saldría del empate frente a Bolivia en el 29 de junio dejando un pobre rendimiento. Se repondría frente a Japón con una gran goleada de 4 - 0 el 2 de julio de 1999 con goles Roque Santa Cruz y el Peque Benítez, ambos en dos oportunidades, y derrotaría finalmente a Perú en el último encuentro por 1 a 0 en una noche de neblina el día 5 de julio de 1999, nuevamente con el gol de Santa Cruz, faltando solo 3 minutos para el final, terminando primero en el grupo A con 7 puntos.
En los cuartos de final caería frente a Uruguay en los penales por (5 a 3), tras paridad en el tiempo regular de 1 a 1, el gol paraguayo lo marcó Benítez en aquella oportunidad, pero fallaría finalmente en el punto penal, dándole la clasificación a Uruguay. Los anteriores penales lo marcaron Acuña, Gamarra y Enciso. El partido se disputó el 10 de julio de 1999 y el entrenador fue el paraguayo de origen uruguayo Ever Almeyda, que había sido un destacado arquero del Olimpia.

#### Copa Mundial de Corea y Japón 2002
Luego de cuatro años la Selección, con Sergio Markarián de entrenador, clasificó por segunda vez consecutiva para la Copa Mundial de Corea/Japón 2002, al ocupar el cuarto lugar en las clasificatorias sudamericanas, detrás de Argentina, Ecuador y Brasil; consiguiendo tal proeza por primera vez en su historia, la de clasificar a dos mundiales seguidos.
Sin embargo, tras la inesperada derrota sufrida como local por 0-4 ante Colombia en la última fecha de la competencia (estando ya clasificado de antemano), la Asociación Paraguaya de Fútbol decidió destituir al entrenador uruguayo y en su reemplazo contrató al italiano Cesare Maldini, para dirigir a la Albirroja en el Mundial. En éste, Sudáfrica fue su primer rival, con el que igualó 2-2 con goles de Roque Santa Cruz y Francisco Arce; ocurrido el 2 de junio de 2002 en el Estadio Asiad Main de Busán. En el segundo juego, Paraguay perdió ante España por 1-3, el día 7 de junio y con el cual el seleccionado español se vengaría de la eliminación anterior a manos de la Albirroja en la primera ronda de Francia 98. El único tanto albirrojo lo marcaría Carles Puyol en contra de su valla.
Finalmente, al igual que en el mundial anterior, necesitaba ganar para pasar de ronda, y así nuevamente se repetía la historia al derrotar a Eslovenia por 3-1 el 12 de junio, con dos tantos de Nelson Pipino Cuevas y otro de Jorge Luis Campos, arribando a la segunda ronda, por tercera ocasión en su historia. En ella, otro eventualmente finalista, Alemania, con un gol en el minuto 88, acabó con los sueños de Paraguay de escalar a la fase de cuartos de final por primera vez en una Copa Mundial. Pero ganándose el respeto de selecciones como Francia y Alemania, en los dos últimos mundiales.

#### Juegos Olímpicos de Atenas 2004
En 2004, la selección sub-23 dirigida por Carlos de los Santos Jara Saguier obtenía su boleto para los segundos Juegos Olímpicos de su historial. Fue durante el Preolímpico de Chile jugado en enero, en donde logró su clasificación en la última fecha venciendo a Brasil por 1-0, marcador con el cual dejó afuera de la justa al equipo verdeamarillo.
Fue así que a mitad de año, en Grecia, aquel equipo de Paraguay, reforzado con tres jugadores que sobrepasaban el límite de edad establecido, Carlos Gamarra, José Cardozo y Julio César Enciso, realizó una de sus mejores campañas en un torneo de categoría mundial, llegando hasta la final en la que perdió ajustadamente por 0-1 ante Argentina. De esa forma, el cuadro albirrojo hacía historia al lograr una inédita medalla de plata olímpica para el deporte de su país.

#### Copa Mundial de Alemania 2006

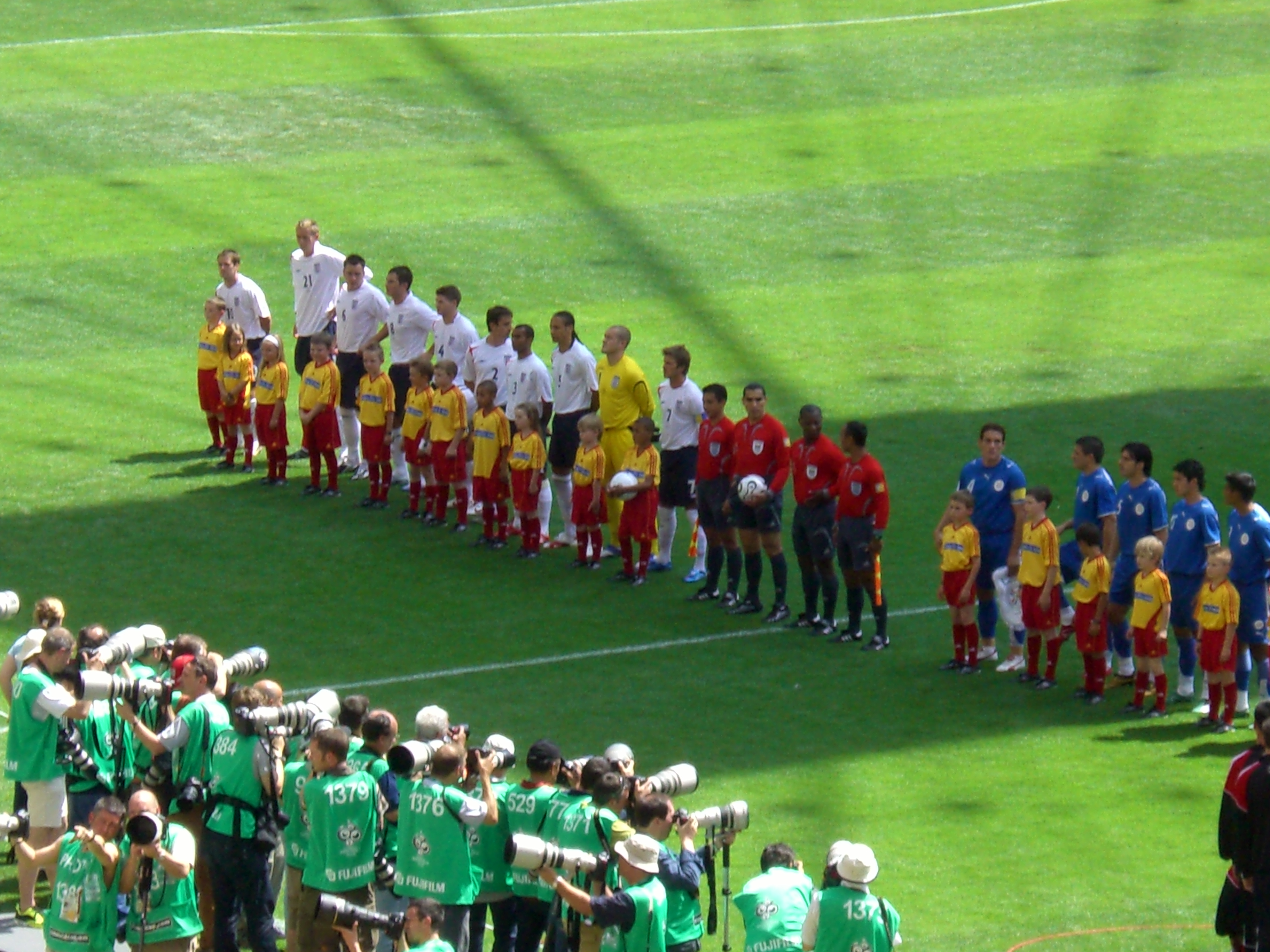
Paraguay en su partido inicial ante Inglaterra en el Mundial Alemania 2006.

En 2006, con Aníbal Maño Ruiz a la cabeza, Paraguay llegaba a su tercer Mundial al hilo, esta vez realizado en Alemania, luego de clasificar (en la penúltima fecha) terminando nuevamente en la cuarta posición de la fase eliminatoria. Este hito acabó siendo lo más resaltante de aquella campaña al tener que retornar a casa más temprano de lo pensado. Dos derrotas al inicio contra Inglaterra y Suecia (ambos 0-1) no dieron opción de continuar avanzando. Los encuentros se disputaron el 10 y 15 de junio de 2006 respectivamente.
En el primer encuentro frente a los ingleses, Carlos Gamarra marcaría en contra tras un tiro libre de David Beckham; y en el segundo encuentro caerían cerca del final con un gol del sueco Frederick Ljungberg. El único consuelo llegó en el juego de despedida, venciendo a Trinidad y Tobago por 2-0; el primer gol fue en contra, y lo marcó Sancho. El segundo tanto fue obra de Nelson Cuevas (quien se convertía en el máximo goleador de Paraguay en los mundiales con tan solo 3 tantos).
En marzo de 2007, se inició una nueva era para la selección paraguaya con la asunción del argentino Gerardo Tata Martino como director técnico.

#### Copa Mundial de Sudáfrica 2010

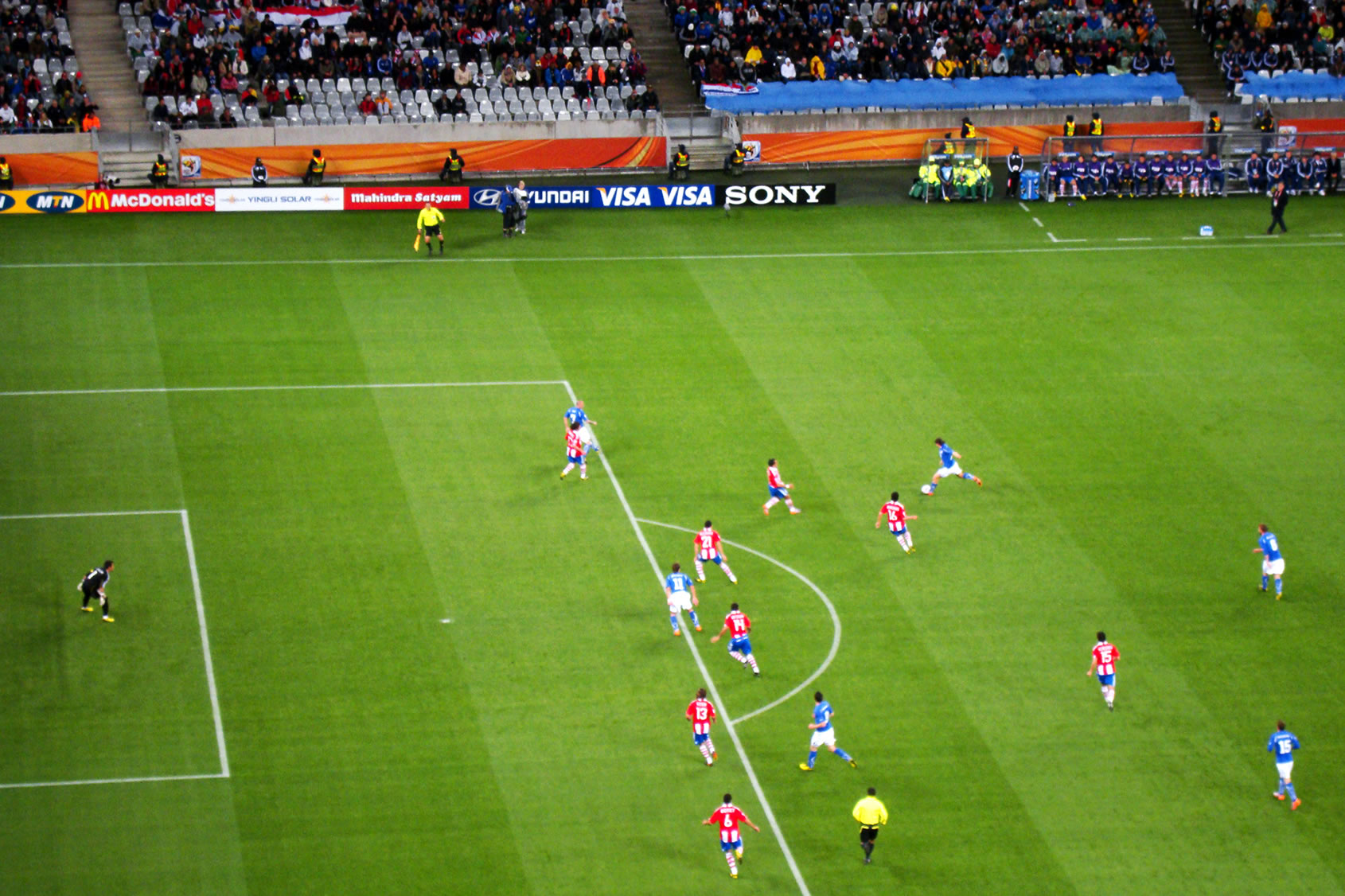
defendiendo un avance de, la última campeona del mundo de entonces (2006).

Durante la fase clasificatoria para el Mundial de Sudáfrica, Paraguay sumó treinta y tres unidades, alcanzando un nuevo hito en su historia por ser el puntaje más alto que obtuvo en los cuatro últimos clasificatorios, los cuales tuvieron el mismo sistema de competición, manteniéndose como líder durante ocho fechas (entre la cuarta y duodécima). Llegando a sacar al cabo de la décima fecha una ventaja máxima de 6 puntos por sobre su inmediato perseguidor, que en ese momento era Brasil, al cual le quebró el invicto en la quinta jornada ganándole por 2-0 en Asunción, el 15 de junio de 2008.
No obstante, una serie de resultados adversos registrados en la primera mitad de 2009 redujo el margen a favor que tenía en la tabla, descendiendo hasta la tercera posición, aún en zona de clasificación directa al Mundial. Paraguay aseguró su boleto al mundial venciendo a Argentina en Asunción por 1-0 el 9 de septiembre de 2009. Al final de la clasificación, el conjunto guaraní clasificó en tercer lugar a solo un punto de Brasil (34) y en la misma línea de Chile, aunque superado por diferencia de goles.
El 4 de diciembre de 2009, se abría el capítulo más esperado del proceso iniciado unos tres años atrás cuando por medio del sorteo de la Copa del Mundo que se realizó en Ciudad del Cabo, Sudáfrica, la selección paraguaya quedó encuadrada en el grupo F, junto a Italia (último campeón mundial), Eslovaquia y Nueva Zelanda.
En el debut igualó 1 a 1 con Italia, anotando para la Albirroja el defensor central Antolín Alcaraz. Después venció a Eslovaquia por 2 a 0, con goles de los mediocampistas
Enrique Vera y Cristian Riveros. Y por último cerró la fase de grupos con un empate sin goles frente a Nueva Zelanda. Estos resultados dieron como saldo la clasificación para disputar la instancia de octavos de final, por cuarta vez en su historia. Como hecho inédito en sus ocho participaciones mundialistas avanzó como ganador de grupo con 5 unidades, por delante de Eslovaquia, Nueva Zelanda e Italia, estos dos últimos eliminados. En el duelo de segunda ronda enfrentó a Japón al que derrotó en la definición por tiros desde el punto penal tras no haberse sacado ventajas en el tiempo normal y la prórroga. La victoria que le otorgó a Paraguay el acceso a los cuartos de final representó su mejor logro en la historia de los mundiales de mayores.
Finalmente cerró su participación cayendo por 1 a 0 en un disputado encuentro ante España, selección que más tarde ganaría el torneo. El equipo sudamericano ofreció dura pelea al conjunto ibérico y hasta dispuso de oportunidades para alzarse con el triunfo pero no las supo aprovechar, como por ejemplo el tiro penal errado por Óscar Cardozo cuando el marcador aún no se abría, lo cual pudo haber cambiado el rumbo del partido.

#### Copa América 2011

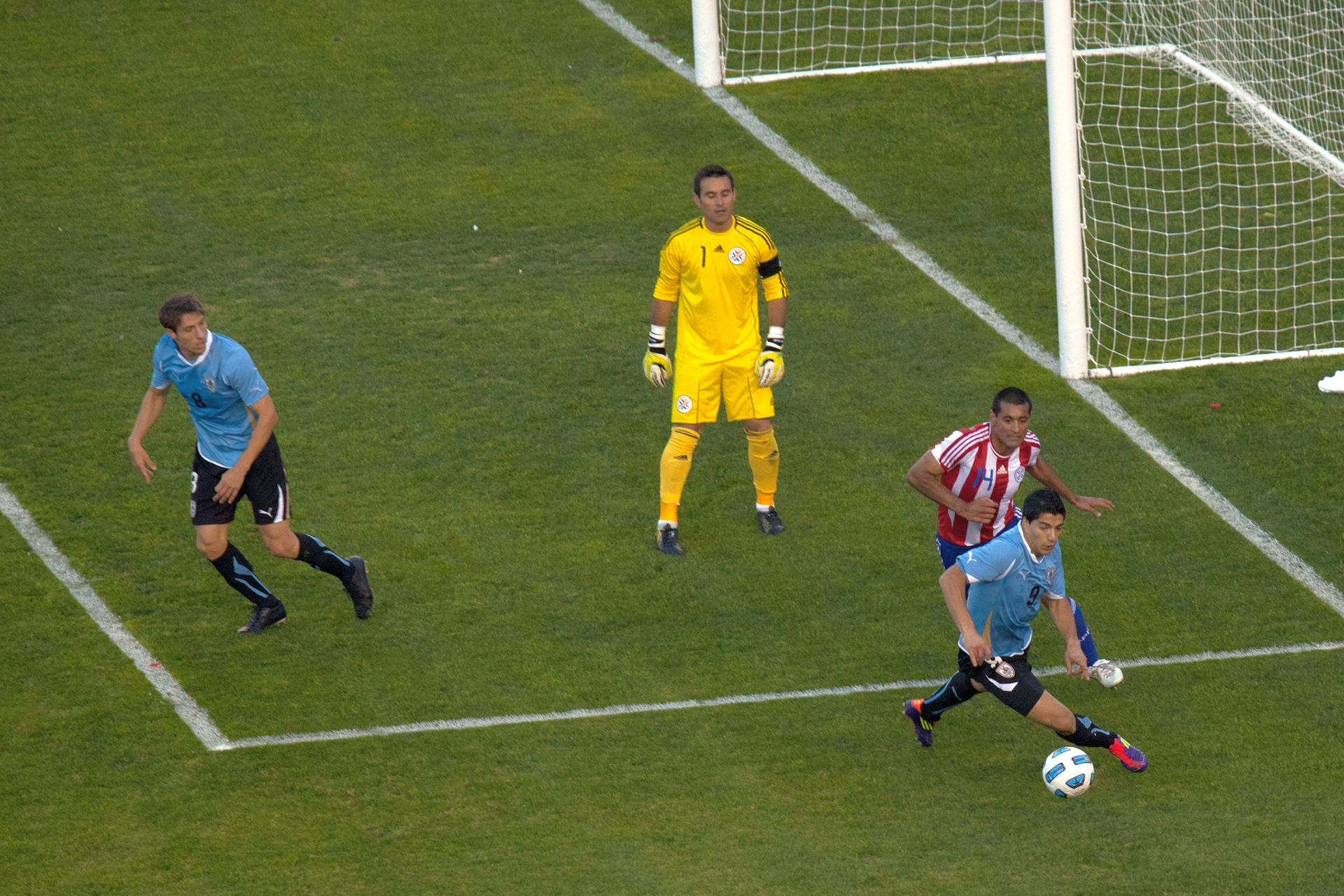
Paraguay ante Uruguay en la final de la Copa América 2011.

La selección paraguaya cumplió una actuación más que aceptable en la Copa América de 2011 celebrada en Argentina al obtener el segundo lugar de la competencia a pesar de que no lució de la mejor manera. En su primer partido igualó 0-0 con Ecuador, en el segundo jugó contra Brasil y logró agónicamente un 2-2 en el último minuto consiguiendo su segundo empate. Para el tercer y último partido de la fase de grupos Paraguay enfrentó a Venezuela, equipo al que le remontó otra vez un marcador adverso de 3-1 e hizo que los guaraníes volvieran a las tablas consiguiendo el pase a cuartos de final donde debían enfrentar a Brasil por segunda ocasión en el torneo.
En este juego, Brasil dominó durante casi todo el tiempo pero se encontró con el arquero de Paraguay, que mantuvo su arco en cero e hizo que se fueran a la tanda de penales donde la Albirroja salió victoriosa luego de que la Canarinha errara los cuatro disparos por primera vez en toda su historia. Ya en la semifinal debían enfrentar a Venezuela otra vez. En este partido nuevamente el equipo rival dispuso de un mayor control del juego pero no fue capaz de marcar ningún tanto. El encuentro terminó 0-0 y se fueron nuevamente a la tanda de penales donde los guaraníes volvieron a conseguir la victoria para disputar la final ante el seleccionado de Uruguay.
En dicha final, Uruguay fue muy superior y venció a los paraguayos 3-0 para así culminar una excelente actuación en la Copa América, a pesar de no haber logrado triunfo alguno en sus 6 presentaciones. La campaña comandada por Gerardo Martino a lo largo de sus cuatro años fue considerada exitosa por haber llevado a la selección como nunca antes a instalarse entre los ocho mejores del campeonato mundial y a una final continental después de 32 años.

### Declive y actualidad (2012-presente)

#### Eliminatorias sudamericanas para Brasil 2014
Tras la conclusión de la Copa América celebrada en Argentina, Gerardo Martino presentó su renuncia como entrenador de Paraguay, dando paso al inmediato nombramiento de Francisco Arce como su sucesor en el cargo. El 11 de junio de 2012 es cesado como entrenador debido al bajo rendimiento en las 6 primeras fechas de las eliminatorias a la copa mundial apenas consiguiendo una 1 victoria, 1 empate y 3 derrotas.
El 10 de julio de 2012 se dio a conocer el nombramiento del técnico uruguayo Gerardo Pelusso, que anteriormente había sido entrenador del Club Olimpia, como sucesor en el cargo de entrenador de la selección. El debut de su ciclo por las eliminatorias se dio con derrota ante Argentina por un marcador de 3-1. A continuación vinieron dos derrotas consecutivas: ante Venezuela de local y ante Colombia de visitante. El primer triunfo se dio ante Perú en la siguiente fecha por 1-0 cerrando de manera optimista el año 2012. Ya en 2013 hubo empate en Uruguay y derrota en Ecuador por 4-1 y el ambiente con la prensa se hizo difícil. Finalmente tras la derrota 2-1 ante Chile de local el 7 de junio de 2013, Gerardo Pelusso dimitió dejando al combinado paraguayo prácticamente sin posibilidades de ingresar directamente a la Copa Mundial de Fútbol de 2014.
Tras la dimisión de Gerardo Pelusso, Víctor Genes es nombrado nuevo director técnico de la selección paraguaya de manera interina. Genes ya tuvo experiencia dirigiendo al combinado paraguayo sub-20 en el Campeonato Sudamericano de Fútbol Sub-20 de 2013 y siendo asistente técnico de Sergio Markarián cuando este dirigía la selección y Cesare Maldini durante el mundial del año 2002. Tras un empate de tres goles frente a Alemania, el nuevo entrenador debutó oficialmente con una goleada de local de cuatro goles contra cero frente a la Bolivia por las eliminatorias, dando una pequeña esperanza a los paraguayos de clasificar. No obstante la siguiente derrota de local 5-2 frente a la selección de Argentina dejó al conjunto paraguayo matemáticamente fuera de una Copa Mundial de Fútbol cuatro años después. Finalmente un empate a uno con Venezuela y una derrota de 2 a 1 contra Colombia, dejaría a Paraguay en la última posición en la clasificación al mundial, la peor campaña de los últimos años.

#### Copas América 2015 y 2016

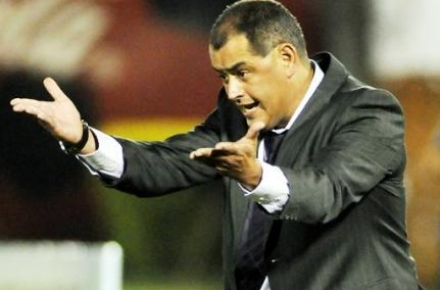
Francisco Chiqui Arce, como DT 2 veces en las eliminatorias para Brasil 2014 y Rusia 2018.

Ramón Díaz asumió en diciembre de 2014 el mando de la selección nacional y su primer desafío fue la disputa de la Copa América celebrada en Chile, en donde superó las expectativas iniciales al pasar la fase de grupos, derrotar en cuartos de final a Brasil y llegar hasta las semifinales del torneo donde perdió 6-1 vs. la selección argentina.
La Copa América en su edición Centenario se resume como un fracaso, al haber quedado eliminado en fase de grupos, en la última posición de su grupo y cosechando solo un punto de nueve probables (1 empate y 2 derrotas). El 12 de junio de 2016, con la eliminación del conjunto guaraní ante la selección de Estados Unidos, Ramón Díaz renuncia como director técnico, ante la seguidilla de malos resultados con el conjunto paraguayo.
El 1 de agosto de 2016 asume nuevamente el Chiqui Arce como director técnico de la selección, con miras a las eliminatorias del Mundial de Rusia 2018.

#### Eliminatorias sudamericanas para Rusia 2018
Tras terminar la Copa América 2015 en Chile, los paraguayos se concentraron en el inicio de las Eliminatorias rumbo a Rusia 2018 donde en octubre bajo la dirección de Ramón Díaz en la primera fecha. Durante las primeras cinco fechas, la Albirroja aún se situaba en zona de clasificación (dentro de los cinco primeros); aunque posteriormente jugó el resto de las Eliminatorias ya fuera de la zona de clasificación. Los empates sobre la hora ante Ecuador en Quito (2-2) y ante Brasil en Asunción (2-2), así como el bajo rendimiento en la Copa América Centenario realizado en 2016, provoca la renuncia del argentino Ramón Díaz como director técnico de la selección, asumiendo nuevamente el Chiqui Arce (por segunda vez) hasta el final de estas eliminatorias.
La Albirroja en estas eliminatorias tuvo un desempeño muy irregular, con una seguidilla de resultados malos de local (0-1 contra Venezuela, 1-4 contra Perú, 1-2 contra Uruguay), así como resultados inusualmente buenos de visitante (una victoria de 0-1 contra Argentina en Córdoba, de 0-3 contra Chile en Santiago y de 1-2 contra Colombia en Barranquilla). Este último partido específicamente avivaron las chances de clasificar a la Albirroja hasta la última fecha, quien estaba obligado a vencer a Venezuela en casa —así como dependiendo de otros resultados— para aspirar al menos el cupo de repechaje para clasificar para el Mundial de Rusia 2018. Finalmente, esto no se concretó y Paraguay quedó nuevamente fuera de una Copa del Mundo por segunda vez consecutiva, esta vez en el séptimo lugar con veinticuatro puntos, a solo dos puntos del repechaje.

#### Etapa pos Mundial de 2018 y Copas América 2019 y 2021
El 3 de septiembre de 2018, la Asociación Paraguaya de Fútbol nombró a Juan Carlos Osorio como director técnico de la selección para afrontar la Copa América 2019 y las eliminatorias de la Conmebol rumbo al Mundial de Catar 2022. El 13 de febrero de 2019, renuncia a la selección paraguaya de fútbol debido a motivos familiares no conocidos a la luz pública, terminando así su breve aventura en el fútbol guaraní.
El 18 de febrero de 2019, se oficializó el fichaje de Eduardo Berizzo como seleccionador de Paraguay, tras la marcha de Juan Carlos Osorio, hasta el Mundial de Catar de 2022. El 2 de marzo dio su primera convocatoria como seleccionador para los partidos amistosos ante Perú y México.
Para la Copa América 2019 celebrada en Brasil, la selección paraguaya quedó ubicada en el grupo B junto con Argentina, Colombia y Catar. El 16 de junio se enfrentó en el mítico Maracaná de la ciudad de Río de Janeiro a la debutante selección de Catar en torneos de Copa América donde sorpresivamente igualaron 2-2 tras una remontada de los cataríes con goles de Óscar Cardozo de penal en el minuto 3 y Derlis González en el minuto 55, adelantaban a los guaraníes por 2-0 pero Almoez Ali descontó para los árabes en el minuto 67 desde un remate de media distancia y en el epílogo del partido apareció un autogol del paraguayo Rodrigo Rojas en el minuto 77 para igualar el juego.
El 19 de junio, los guaraníes viajaron a Belo Horizonte para enfrentarse ante su similar de Argentina donde ninguno de los dos seleccionados sacaron ventaja e igualaron 1-1 con goles de Richard Sánchez en el minuto 37 para los paraguayos mientras que Lionel Messi empataría el partido en el minuto 57 de penal. El 23 de junio, se enfrentó a la líder Colombia en la ciudad de Salvador de Bahía, donde mostraron una pálida imagen los paraguayos y fueron derrotados por la mínima diferencia 1-0 con gol de Gustavo Cuellar quedando en la tercera posición con 2 unidades al borde de la eliminación. Sin embargo mantenían una pequeña esperanza de clasificar como mejores terceros pero para esto dependía de resultados en este caso del partido del grupo C entre Ecuador y Japón donde ambos igualaron 1-1 quedando ecuatorianos y japoneses eliminados y clasificando matemáticamente a Paraguay a los cuartos de final.
El 27 de junio, se enfrentó en la ciudad de Porto Alegre al anfitrión de la Copa América, la selección de Brasil siendo la cuarta vez que se enfrentan en esta instancia donde en las ediciones de 2011 y 2015 los guaraníes eliminaron a Brasil en la definición por penales. Pero en esta ocasión los guaraníes aguantaron todo el partido ante los ataques de Brasil y llevando el trámite a la tanda de los penales otra vez pero la suerte no estuvo de lado de los paraguayos al fallar los tiros Gustavo Gómez y Derlis González otorgándole la clasificación a Brasil a semifinales así de esta manera Paraguay se despide de la Copa América sin ganar un partido pero mostrando una mejor imagen en este partido.
En la Copa América 2021, accedió al grupo A en un formato especial. En la jornada 1 derrotó a la selección boliviana 3-1. En la jornada 3 (estuvo libre en la jornada 2), fue derrotado por la Albiceleste 1-0. En la jornada 4 volvió a sonreír al derrotar 2-0 a Chile. Finalmente cerró la fase de grupos contra Uruguay donde fueron derrotados 1-0. Terminó en la 3.ª posición con 6 puntos pasando a los cuartos de final. En dicha fase, tuvo una gran actuación ante Perú al acabar el resultado 3-3, pero la Albirroja finalmente fue derrotada en penales.

#### Eliminatorias sudamericanas para Catar 2022

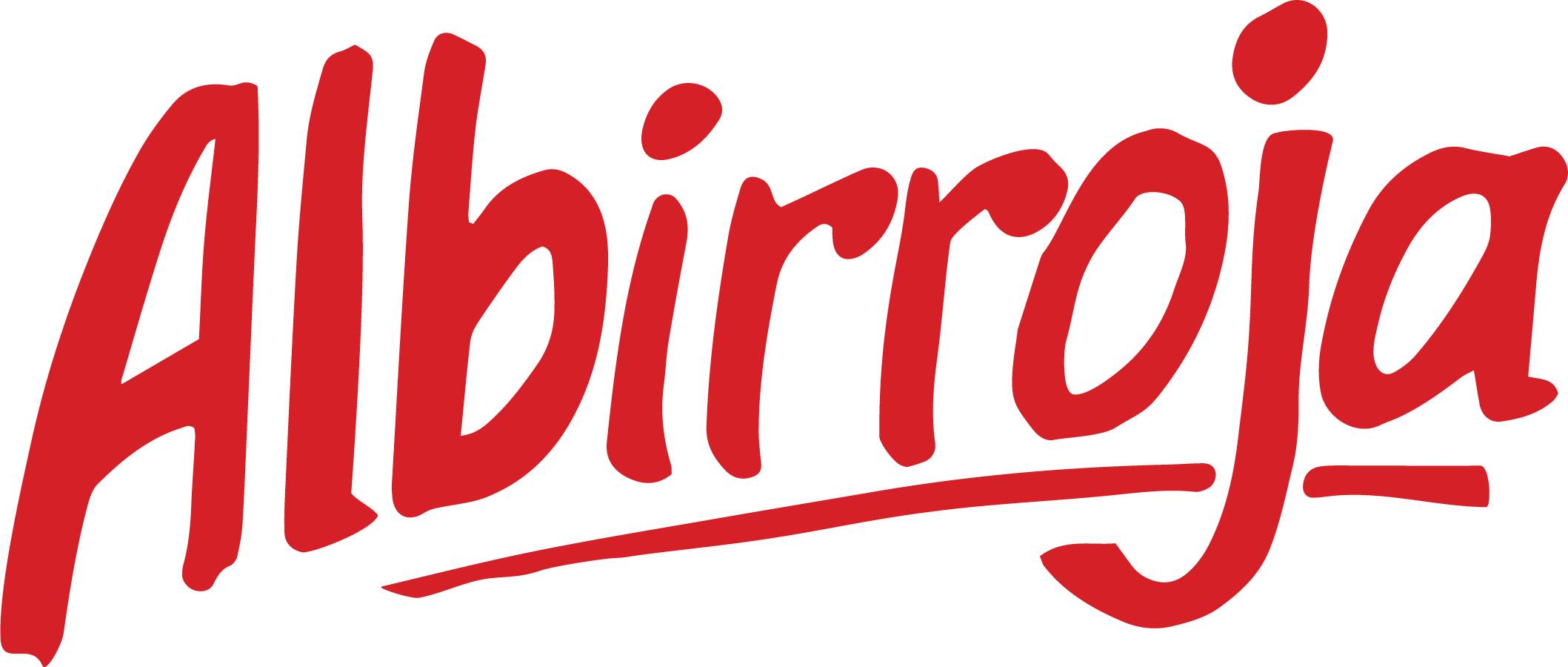
Albirroja, logo actual

Las eliminatorias sudamericanas rumbo a Catar 2022 tenía pautado el inicio en el mes de marzo de 2020 con las fechas 1 y 2, sin embargo por culpa de la pandemia de COVID-19 se aplazó el inicio para el mes de septiembre donde la Conmebol en conjunto con la FIFA decidieron correr el calendario para el mes de octubre con el fin de dar inicio a la competencia y brindar toda la protección a cada selección cumpliendo con los protocolos de bioseguridad y sanidad. El 8 de octubre, la selección guaraní comenzó su camino al mundial de Catar 2022 recibiendo como local en Asunción a la selección de Perú partido correspondiente a la fecha 1 donde igualaron 2-2 con goles de André Carrillo por doblete para los incas mientras que Ángel Romero también por doblete marcaría para los paraguayos. En la segunda fecha, la Albirroja visitó a Venezuela en Mérida ganando por la mínima diferencia 0-1 en un juego pausado apareció en la segunda parte Gastón Giménez para sellar la primera victoria guaraní por eliminatorias quedando en la 4.ª posición de la clasificación con 4 unidades. En noviembre, la selección cerró en 2020 con las fechas 3 y 4, visitando primero a Argentina, empatando 1-1, y recibiendo en Asunción a Bolivia, cediendo un empate de local a 1 tanto.
Después de la abultada derrota ante Bolivia en La Paz por 4-0, Eduardo Berizzo es destituido y, en su lugar, entró el exentrenador de Boca Juniors, Guillermo Barros Schelotto, quien estará al mando de la Albirroja hasta la última fecha de este proceso. Tras una serie de derrotas ante Uruguay (0-1), Brasil (4-0), una victoria ante Ecuador (3-1) y una derrota en Lima ante Perú (2-0), Paraguay quedó eliminada del Mundial 2022 sumando 16 puntos y en la octava ubicación.

#### Eliminatorias sudamericanas para Copa Mundial de Fútbol de 2026
Las eliminatorias rumbo a Estados Unidos, Canadá y México 2026 comenzaron en septiembre de 2023, con los primeros partidos de Paraguay, siendo ante Perú de local en Ciudad del Este donde la Albirroja mereció ganar el encuentro pero la dura defensa peruana estuvo atenta quedando igualado el encuentro sin goles. En la segunda fecha, los guaraníes viajaron a Maturín para enfrentarse a Venezuela cayendo en los últimos minutos del partido por 1-0 con gol de penal de Salomón Rondón. Luego de los resultados de la primera llave, la APF finaliza el contrato con Barros Schelotto y contrata a Daniel Garnero, que dirigía al Club Libertad. En el mes de octubre se reanudaron las Eliminatorias con las fechas 3 y 4, donde en la tercera jornada, Paraguay visito a Argentina en Buenos Aires mostrando decadencia y poca fluidez siendo derrotados por la mínima 1-0 con gol de Nicolás Otamendi. En la cuarta fecha recibió en Asunción a Bolivia obteniendo su primera victoria por la mínima 1-0 con gol de Antonio Sanabria llegando a 4 unidades, lo que posicionó a la Albirroja en la séptima posición en zona de Repechaje. En noviembre de 2023 se jugaron las fechas 5 y 6, siendo estas las últimas jornadas de las eliminatorias del año 2023. En la quinta jornada, la Albirroja visito a Chile en Santiago siendo un partido bastante flojo por ambas escuadras y con muy pocas opciones de gol quedando igualado sin goles. En la sexta fecha, los paraguayos recibieron la visita de Colombia en Asunción donde la visita cafetera fue más y derroto a los guaraníes con un solitario gol de penal de Rafael Santos Borré quedando el encuentro 0-1 decepcionando a la hinchada y cediendo terreno aunque cerrando el año, la selección se mantuvo en zona de repechaje con 5 puntos en 6 fechas jugadas.

#### Nuevo fracaso en la Copa América 2024 en Estados Unidos
Paraguay inició una vez más su participación en la Copa América 2024 realizada por segunda vez en Estados Unidos donde quedó ubicada en el Grupo D junto a Brasil, Colombia y Costa Rica, su debut se dio el 24 de junio en Houston ante Colombia donde cayo por 2-1 con goles de Daniel Muñoz y Jefferson Lerma mientras que Julio Enciso logró descontar para la albirroja, en la segunda jornada, obligada a sumar para mantenerse con vida en el torneo continental, la selección se enfrentó a Brasil en Las Vegas cayendo derrotada por goleada con un marcado de 1-4 con doblete de Vinícius Júnior, Savinho y Lucas Paquetá para la Canarinha mientras que Omar Alderete descontó, quedando eliminada prematuramente de la Copa América teniendo un muy pobre desempeño. En la última fecha como despedida, la albirroja jugó su último partido ante Costa Rica en Austin donde desilusionó nuevamente al perder por 2-1 con goles de Francisco Calvo y Josimar Alcócer para la selección «Tica» mientras que para los «Guaraníes» anotó Ramón Sosa cerrando una participación bastante discreta por parte de Paraguay nuevamente en una Copa America, sin poder sumar ninguna unidad y perdiendo los tres juegos de la fase de grupos, suceso que no ocurría desde el Campeonato Sudamericano 1925 siendo la peor campaña paraguaya en la competición.

## Resultados

### Últimos partidos y próximos encuentros
Actualizado al último partido jugado el 10 de junio de 2025.
| Fecha      | Ciudad       | Local         | Resultado | Visitante | Competición                |
| ---------- | ------------ | ------------- | --------- | --------- | -------------------------- |
| 06-09-2024 | Montevideo   | Uruguay       | 0:0       | Paraguay  | Clasificación Mundial 2026 |
| 10-09-2024 | Asunción     | Paraguay      | 1:0       | Brasil    | Clasificación Mundial 2026 |
| 10-10-2024 | Quito        | Ecuador       | 0:0       | Paraguay  | Clasificación Mundial 2026 |
| 15-10-2024 | Asunción     | Paraguay      | 2:1       | Venezuela | Clasificación Mundial 2026 |
| 14-11-2024 | Asunción     | Paraguay      | 2:1       | Argentina | Clasificación Mundial 2026 |
| 19-11-2024 | El Alto      | Bolivia       | 2:2       | Paraguay  | Clasificación Mundial 2026 |
| 20-03-2025 | Asunción     | Paraguay      | 1:0       | Chile     | Clasificación Mundial 2026 |
| 25-03-2025 | Barranquilla | Colombia      | 2:2       | Paraguay  | Clasificación Mundial 2026 |
| 05-06-2025 | Asunción     | Paraguay      | 2:0       | Uruguay   | Clasificación Mundial 2026 |
| 10-06-2025 | São Paulo    | Brasil        | 1:0       | Paraguay  | Clasificación Mundial 2026 |
| 04-09-2025 | Asunción     | Paraguay      | :         | Ecuador   | Clasificación Mundial 2026 |
| 09-09-2025 | Lima         | Perú          | :         | Paraguay  | Clasificación Mundial 2026 |
| 10-10-2025 | Suita        | Japón         | :         | Paraguay  | Partido amistoso           |
| 14-10-2025 | TBD          | Corea del Sur | :         | Paraguay  | Partido amistoso           |

## Uniforme
|  | Primera equipación |  | (ver evolución) |  | Equipación actual |

## Instalaciones
El seleccionado paraguayo juega la mayoría de sus partidos de local en el Estadio Defensores del Chaco, propiedad de la Asociación Paraguaya de Fútbol. Está ubicado en Asunción, la capital del país, y posee una capacidad aproximada para 42 000 espectadores, aunque esta cifra ha variado a lo largo de los años tras varias remodelaciones y actualizaciones de su infraestructura.
Fue inaugurado en 1917, y desde entonces se ha convertido en el escenario principal de innumerables gestas deportivas y encuentros internacionales de alto nivel. A lo largo de su historia, el estadio ha sido testigo de resultados muy favorables para la selección y ha albergado partidos decisivos en torneos continentales, como algunas ediciones de la Copa América, consolidándose como un símbolo del orgullo futbolístico paraguayo.
Aunque la sede ha sido utilizada en diversas oportunidades para partidos de clasificación y amistosos internacionales, el Estadio Defensores del Chaco es, sin duda, el recinto que más ha contribuido a forjar la identidad deportiva de Paraguay, siendo sinónimo de pasión, historia y modernidad en el mundo del fútbol.

## Rivalidades

Partido entre y en un encuentro lleno de pasión y rivalidad histórica.

Duelo entre y en un enfrentamiento determinante en eliminatorias internacionales.

Choque entre y, representativo del carácter competitivo del fútbol sudamericano.

La Selección Paraguaya mantiene intensas rivalidades futbolísticas con sus vecinos Argentina, Brasil y Uruguay, las cuales han marcado hitos en la historia del fútbol del Cono Sur. La rivalidad con Argentina se remonta a los inicios del enfrentamiento entre ambas asociaciones, destacándose partidos decisivos en diversas competiciones internacionales. Con Brasil, el choque se ha gestado en numerosas eliminatorias y torneos continentales, donde la intensidad y el nivel técnico han dejado huellas imborrables en la memoria de los aficionados. Por otro lado, los duelos con Uruguay, aunque menos frecuentes, se disputan con gran entrega y determinación, reflejando la rica tradición futbolística y el espíritu combativo de ambos equipos.
Estas contiendas han contribuido a forjar la identidad del fútbol paraguayo, impulsando al equipo a consolidarse en el ámbito internacional mediante actuaciones de alto nivel y un inquebrantable compromiso en cada partido.

### Principales historiales
- Actualizado al 14 de noviembre de 2024 (datos según la Asociación Paraguaya de Fútbol)[10]

| Equipo    | Partidos | Partidos Ganados | Partidos Empatados | Goles a favor |
| --------- | -------- | ---------------- | ------------------ | ------------- |
| Paraguay  | 108      | 17               | 35                 | 113           |
| Argentina | 108      | 56               | 35                 | 219           |

- Actualizado al 10 de septiembre de 2024 (datos según la Asociación Paraguaya de Fútbol)[11]

| Equipo   | Partidos | Partidos Ganados | Partidos Empatados | Goles a favor |
| -------- | -------- | ---------------- | ------------------ | ------------- |
| Paraguay | 83       | 12               | 21                 | 69            |
| Brasil   | 83       | 50               | 21                 | 183           |

- Actualizado al 5 de junio de 2025 (datos según la Asociación Paraguaya de Fútbol)

| Equipo   | Partidos | Partidos Ganados | Partidos Empatados | Goles a favor |
| -------- | -------- | ---------------- | ------------------ | ------------- |
| Paraguay | 79       | 26               | 20                 | 96            |
| Uruguay  | 79       | 33               | 20                 | 116           |

## Jugadores

### Última convocatoria
Lista de 27 jugadores convocados para los partidos frente a Uruguay y Brasil por las Eliminatorias Sudamericanas 2026 a disputarse el 5 y 10 de junio del 2025.
| N.º                  | Nombre                   | Posición      | Edad    | PJ | Goles | Club                   |
| -------------------- | ------------------------ | ------------- | ------- | -- | ----- | ---------------------- |
| 1                    | Carlos Coronel           | Portero       | 28 años | 9  | 0     | New York R. B.         |
| 12                   | Roberto Junior Fernández | Portero       | 37 años | 26 | 0     | Cerro Porteño          |
| 22                   | Orlando Gill             | Portero       | 25 años | 0  | 0     | San Lorenzo de Almagro |
| --                   | Juan Espínola            | Portero       | 30 años | 1  | 0     | Belgrano               |
| 2                    | Gustavo Velázquez        | Defensa       | 34 años | 9  | 1     | Cerro Porteño          |
| 3                    | Omar Alderete            | Defensa       | 28 años | 27 | 3     | Getafe                 |
| 4                    | Juan José Cáceres        | Defensa       | 25 años | 9  | 0     | Dinamo Moscú           |
| 5                    | Fabián Balbuena 2°       | Defensa       | 33 años | 47 | 2     | Dinamo Moscú           |
| 6                    | Junior Alonso            | Defensa       | 32 años | 61 | 3     | Atlético Mineiro       |
| 13                   | Agustín Sández           | Defensa       | 24 años | 2  | 0     | Rosario Central        |
| 15                   | Gustavo Gómez 1°         | Defensa       | 32 años | 79 | 4     | Palmeiras              |
| --                   | Ronaldo Dejesús          | Defensa       | 24 años | 0  | 0     | Lanús                  |
| 7                    | Ramón Sosa               | Mediocampista | 25 años | 22 | 1     | Nottingham Forest      |
| 8                    | Diego Gómez              | Mediocampista | 22 años | 13 | 1     | Brighton & Hove Albion |
| 10                   | Miguel Almirón           | Mediocampista | 31 años | 66 | 8     | Atlanta United         |
| 14                   | Andrés Cubas             | Mediocampista | 29 años | 28 | 0     | Vancouver Whitecaps    |
| 16                   | Damián Bobadilla         | Mediocampista | 24 años | 11 | 0     | São Paulo              |
| 17                   | Alejandro Romero Gamarra | Mediocampista | 30 años | 27 | 5     | Al-Ain                 |
| 20                   | Mathías Villasanti       | Mediocampista | 28 años | 49 | 0     | Grêmio                 |
| --                   | Matías Galarza           | Mediocampista | 23 años | 7  | 0     | Talleres               |
| 9                    | Antonio Sanabria         | Delantero     | 29 años | 37 | 6     | Torino                 |
| 11                   | Ángel Romero             | Delantero     | 33 años | 49 | 8     | Corinthians            |
| 18                   | Gabriel Ávalos           | Delantero     | 34 años | 18 | 2     | Independiente          |
| 19                   | Julio Enciso             | Delantero     | 21 años | 25 | 3     | Ipswich Town           |
| 21                   | Isidro Pitta             | Delantero     | 26 años | 5  | 0     | Red Bull Bragantino    |
| 23                   | Rubén Lezcano            | Delantero     | 21 años | 0  | 0     | Fluminense             |
| --                   | Rodney Redes             | Delantero     | 25 años | 0  | 0     | Olimpia                |
|                      |                          |               |         |    |       |                        |
| Bandera de Argentina | Gustavo Alfaro           | Entrenador    | 63 años | 8  | 10    |                        |

### Último once
Equipo inicial vs Brasil el 10 de septiembre de 2024.

### Mayor cantidad de presencias

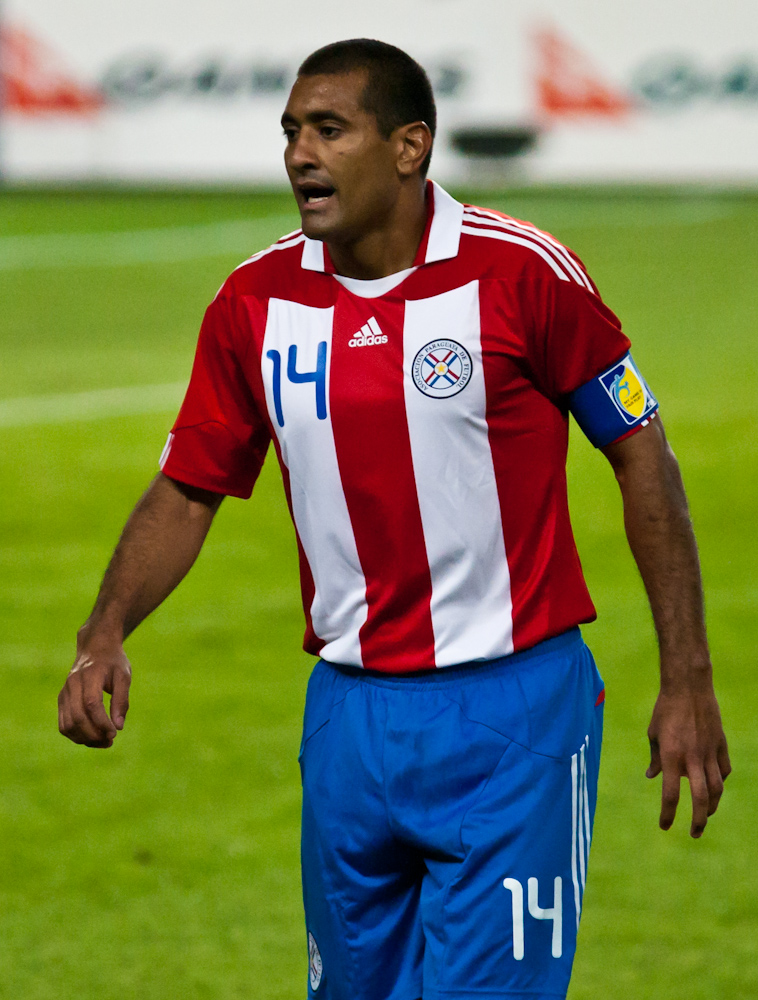
Paulo Da Silva es el jugador que más veces ha vestido la camiseta de la selección.

| #  | Jugador                | Período   | Partidos | Goles |
| -- | ---------------------- | --------- | -------- | ----- |
| 1  | Paulo Da Silva         | 2000-2017 | 150      | 3     |
| 2  | Justo Villar           | 1999-2018 | 120      | 0     |
| 3  | Roque Santa Cruz       | 1999-2016 | 112      | 32    |
| 4  | Carlos Gamarra         | 1993-2006 | 110      | 12    |
| 5  | Cristian Riveros       | 2005-2018 | 102      | 16    |
| 6  | Denis Caniza           | 1996-2011 | 101      | 1     |
| 7  | Roberto Acuña          | 1993-2011 | 100      | 5     |
| 8  | Celso Ayala            | 1993-2003 | 86       | 6     |
| 9  | José Saturnino Cardozo | 1991-2006 | 84       | 25    |
| 10 | Carlos Bonet           | 2002-2013 | 80       | 1     |

### Máximos goleadores

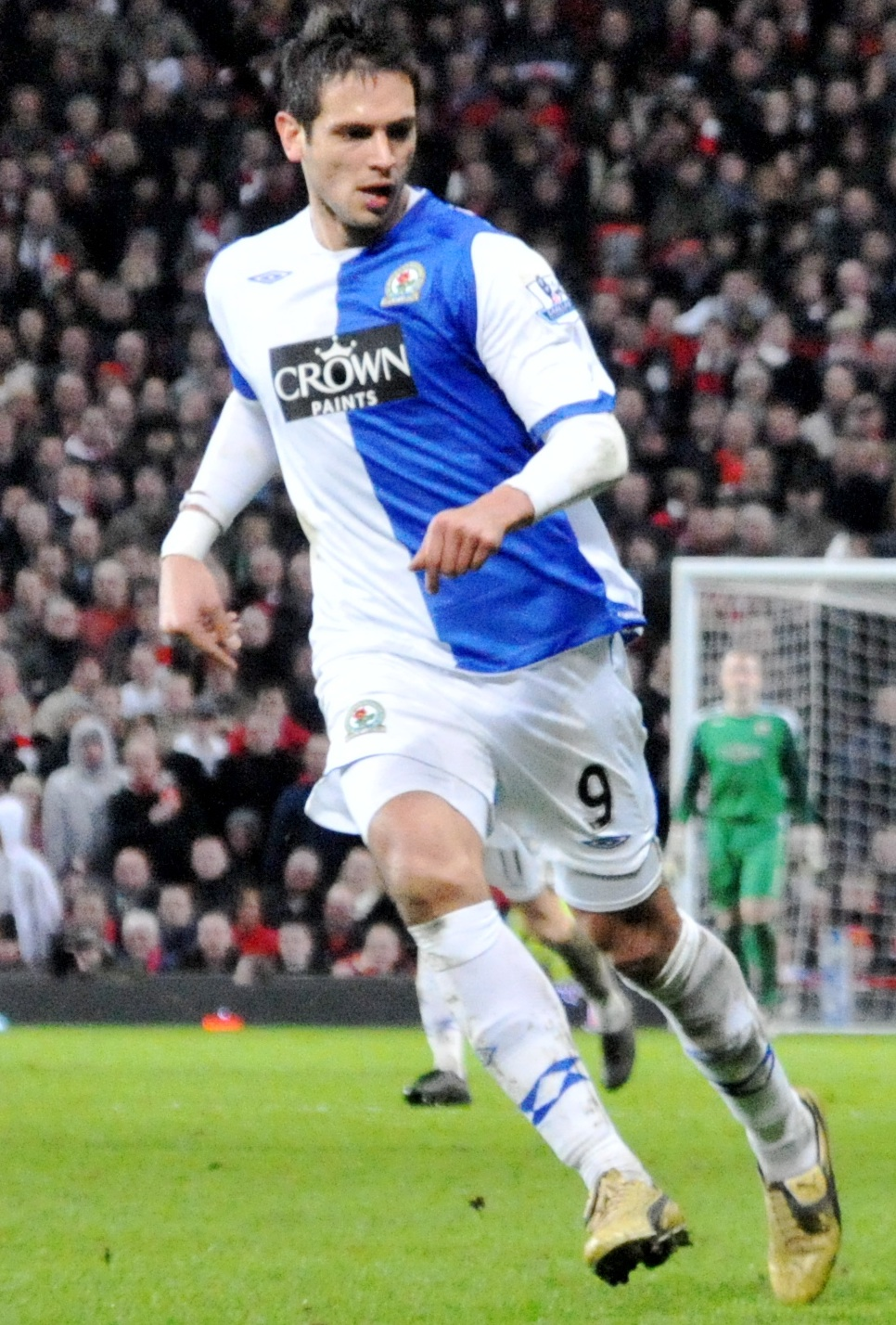
Roque Santa Cruz es el goleador histórico de la selección.

| #  | Jugador                | Período       | Goles | Partidos |
| -- | ---------------------- | ------------- | ----- | -------- |
| 1  | Roque Santa Cruz       | 1999-2016     | 32    | 112      |
| 2  | José Saturnino Cardozo | 1991-2006     | 25    | 84       |
| 3  | Cristian Riveros       | 2005-2018     | 16    | 102      |
| 4  | Nelson Haedo Valdez    | 2005-2016     | 13    | 77       |
| 4  | Julio César Romero     | 1979-1986     | 13    | 32       |
| 4  | Saturnino Arrúa        | 1969-1973     | 13    | 27       |
| 7  | Carlos Gamarra         | 1995-2006     | 12    | 110      |
| 7  | Óscar Cardozo          | 2006-presente | 12    | 54       |
| 7  | Gerardo Rivas          | 1921-1926     | 12    | 32       |
| 10 | Miguel Ángel Benítez   | 1989-1999     | 11    | 29       |

Fuente

### Goleadores en mundiales
| #   | Jugador                      | Goles | Partidos | Mundiales disputados |
| --- | ---------------------------- | ----- | -------- | -------------------- |
| 1.º | Nelson Cuevas                | 3     | 4        | 2002 y 2006          |
| 2.º | Florencio Amarilla           | 2     | 3        | 1958                 |
| 2.º | José Parodi                  | 2     | 3        | 1958                 |
| 2.º | Juan Bautista Agüero Sánchez | 2     | 3        | 1958                 |
| 2.º | Jorge Romero Santacruz       | 2     | 3        | 1958                 |
| 2.º | Julio César Romero           | 2     | 4        | 1986                 |
| 2.º | Roberto Cabañas              | 2     | 4        | 1986                 |
| 9.º | Luis Vargas Peña             | 1     | 2        | 1930                 |
| 9.º | César López Fretes           | 1     | 2        | 1950                 |
| 9.º | Atilio López                 | 1     | 2        | 1950                 |
| 9.º | Cayetano Ré                  | 1     | 3        | 1958                 |
| 9.º | Miguel Ángel Benítez Pavón   | 1     | 4        | 1998                 |
| 9.º | Antolín Alcaraz              | 1     | 4        | 2010                 |
| 9.º | Enrique Vera                 | 1     | 5        | 2010                 |
| 9.º | José Saturnino Cardozo       | 1     | 6        | 1998 y 2002          |
| 9.º | Francisco Arce               | 1     | 7        | 1998 y 2002          |
| 9.º | Jorge Luis Campos            | 1     | 7        | 1998 y 2002          |
| 9.º | Cristian Riveros             | 1     | 7        | 2006 y 2010          |
| 9.º | Celso Ayala                  | 1     | 8        | 1998 y 2002          |
| 9.º | Roque Santa Cruz             | 1     | 12       | 2002, 2006 y 2010    |

### Goleadores en eliminatorias de la Conmebol
| #    | Jugador             | Goles | Eliminatorias          |
| ---- | ------------------- | ----- | ---------------------- |
| 1.º  | José Cardozo        | 14    | 1998, 2002, 2006       |
| 2.º  | Roque Santa Cruz    | 13    | 2002, 2006, 2010, 2014 |
| 3.º  | Carlos Paredes      | 8     | 1998, 2002, 2006       |
| 4.º  | Salvador Cabañas    | 7     | 2006, 2010             |
| 5.º  | Jose Luis Chilavert | 7     | 1990, 1994, 1998, 2002 |
| 6.º  | Antonio Sanabria    | 6     | 2018, 2022, 2026       |
| 7.º  | Nelson Haedo        | 6     | 2006, 2010, 2014       |
| 8.º  | Cristian Riveros    | 6     | 2010, 2014, 2018       |
| 9.º  | Julio Cesar Romero  | 5     | 1982, 1986             |
| 10.º | Carlos Gamarra      | 5     | 1998, 2002, 2006       |
| 11.º | Ángel Romero        | 5     | 2018, 2022, 2026       |

### Jugadores notables

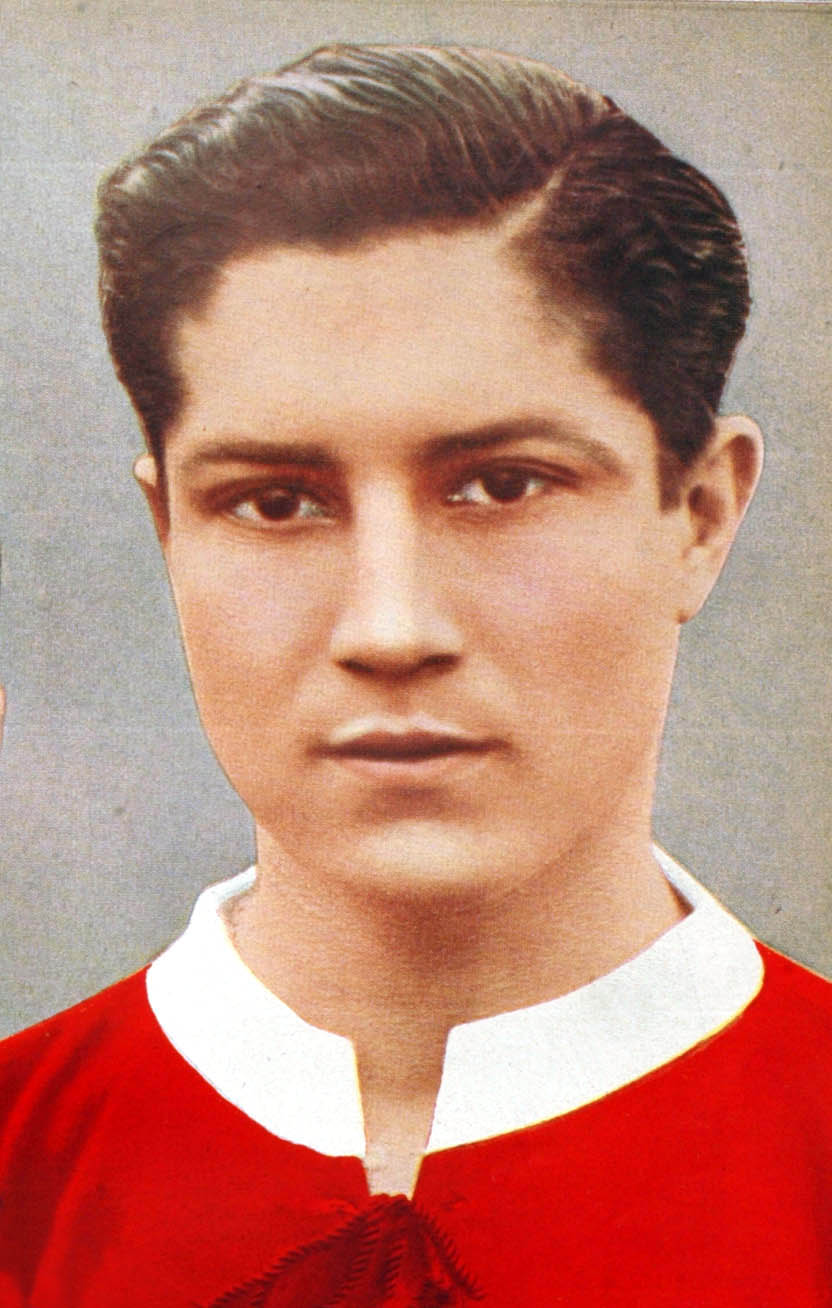
Arsenio Erico es ampliamente reconocido como el más destacado futbolista de la historia de Paraguay y uno de los mayores talentos que ha brillado en la liga argentina. Aunque inició su carrera en Nacional de Paraguay en 1930, es más conocido por su notable desempeño en el fútbol argentino. Se destaca por ser el máximo goleador en la historia de la Primera División de Argentina, logrando un total de 295 goles, todos marcados mientras jugaba para Independiente entre 1933 y 1946. Además de su paso por Independiente, tuvo una etapa en Huracán. Su legado trascendió generaciones, convirtiéndose en el ídolo de destacados futbolistas como Alfredo Di Stefano.
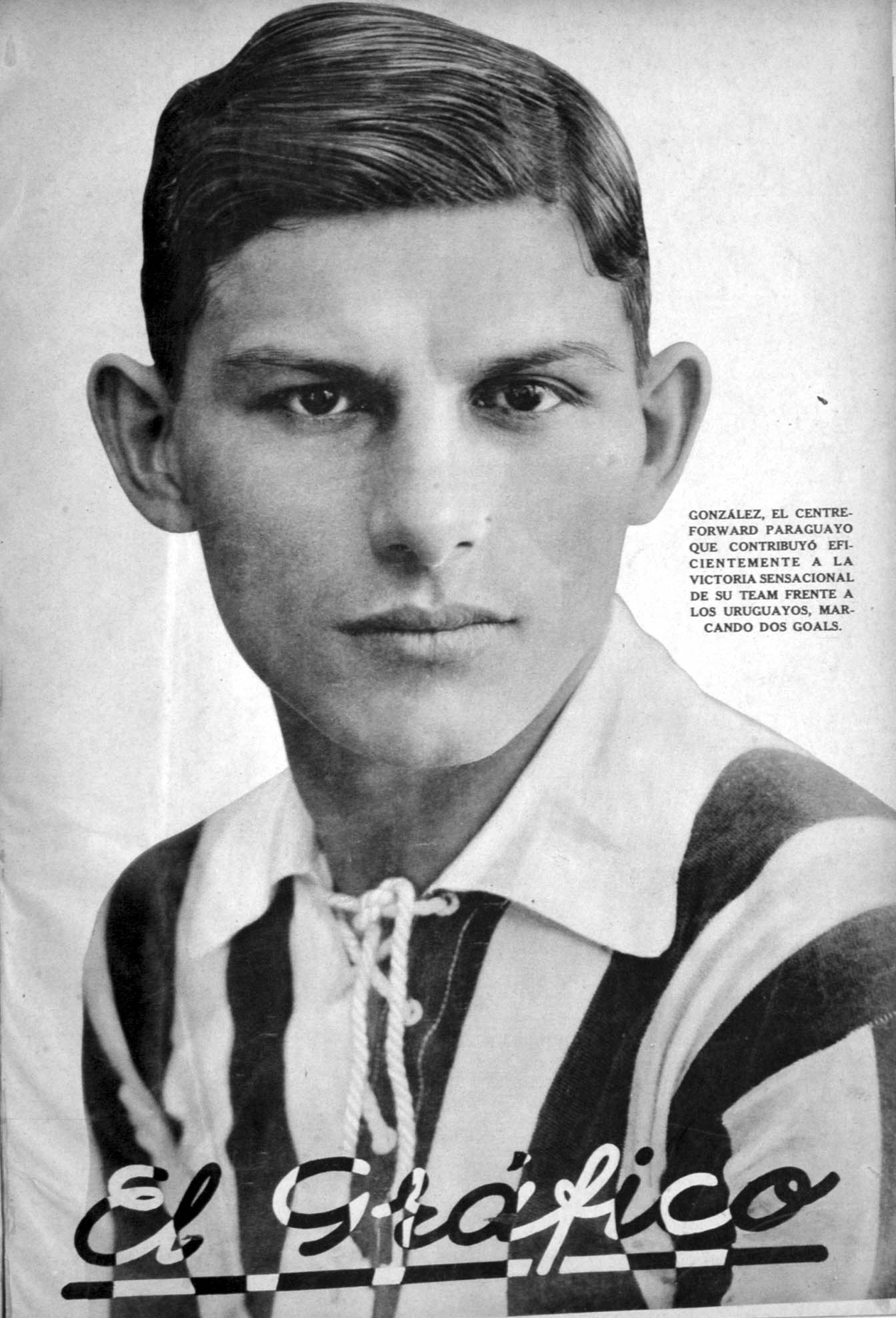
Aurelio González Benítez
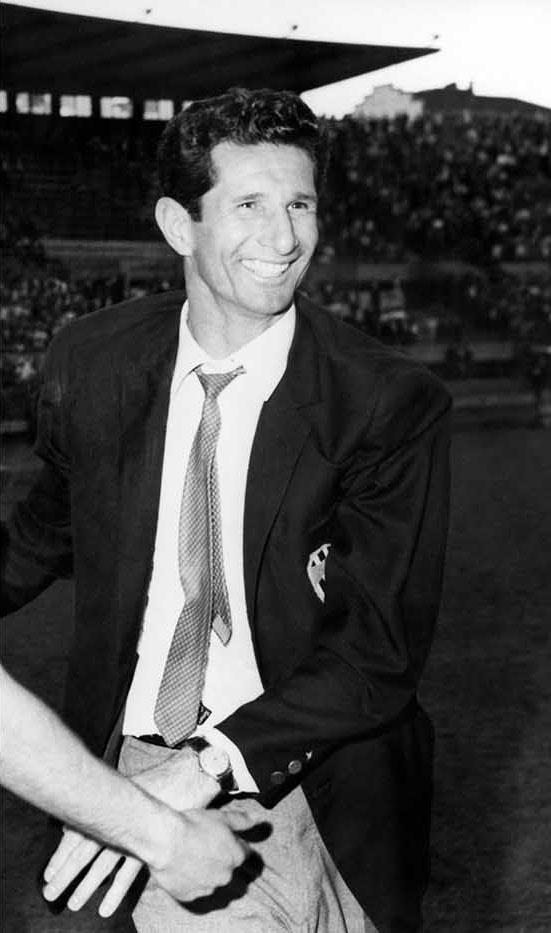
Heriberto Herrera ayudó a la Albirroja a ganar la Copa América de 1953 y fue nombrado mejor jugador del torneo. Fue 5 veces internacional con Paraguay y más tarde jugó un partido con la selección española de fútbol en 1957, después de pasar a jugar en la Liga. Jugó con el Club Nacional en su país y, posteriormente, con el Atlético de Madrid entre 1952 y 1959.
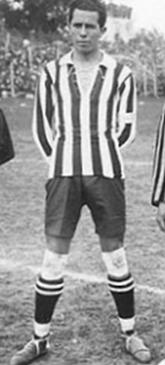
Manuel Fleitas Solich
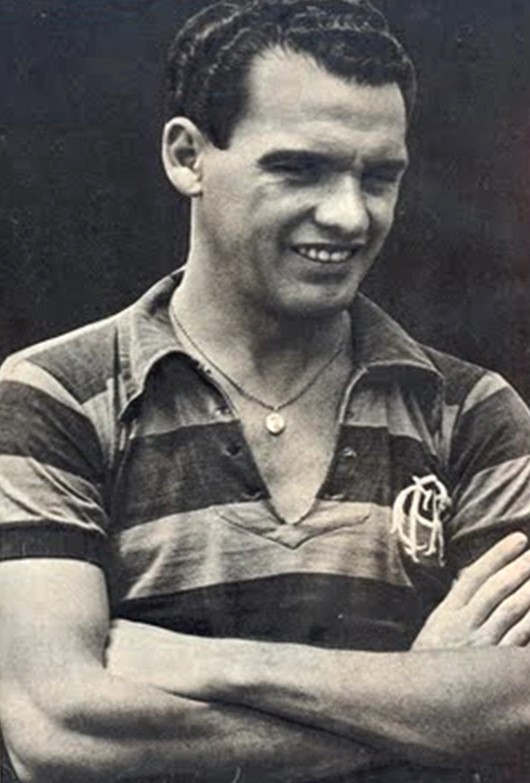
Modesto Bria
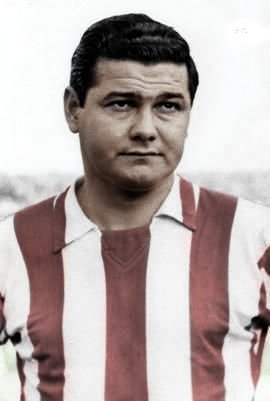
Eulogio Martínez
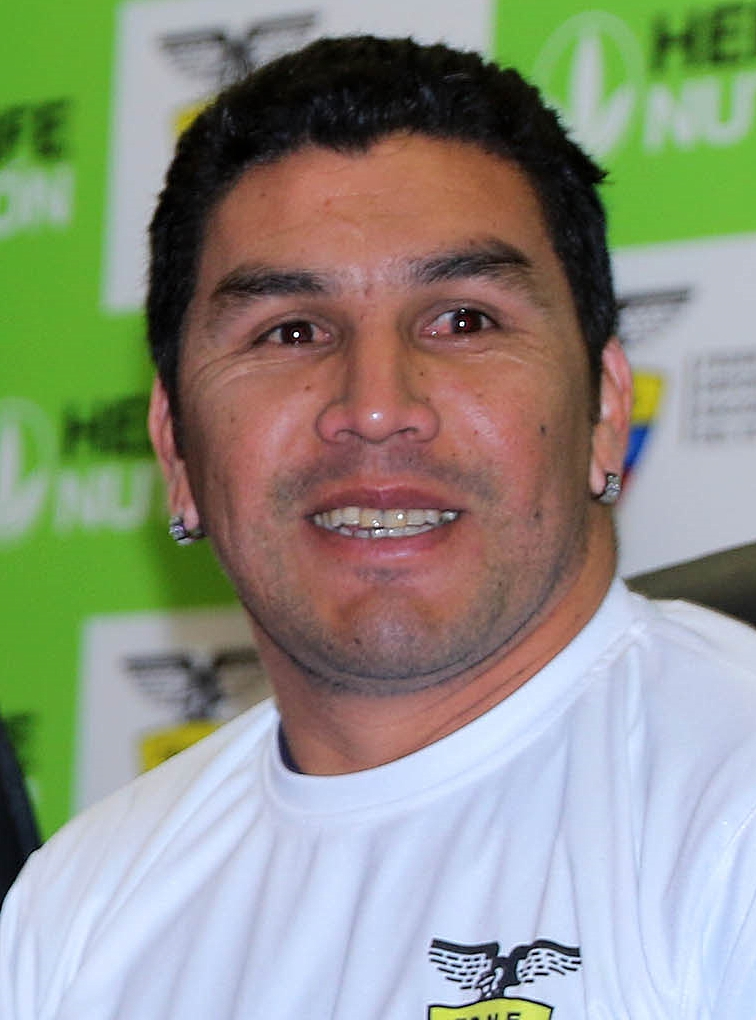
Salvador Cabañas
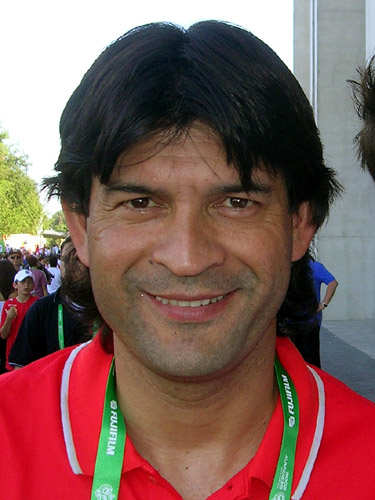
Jose Cardozo
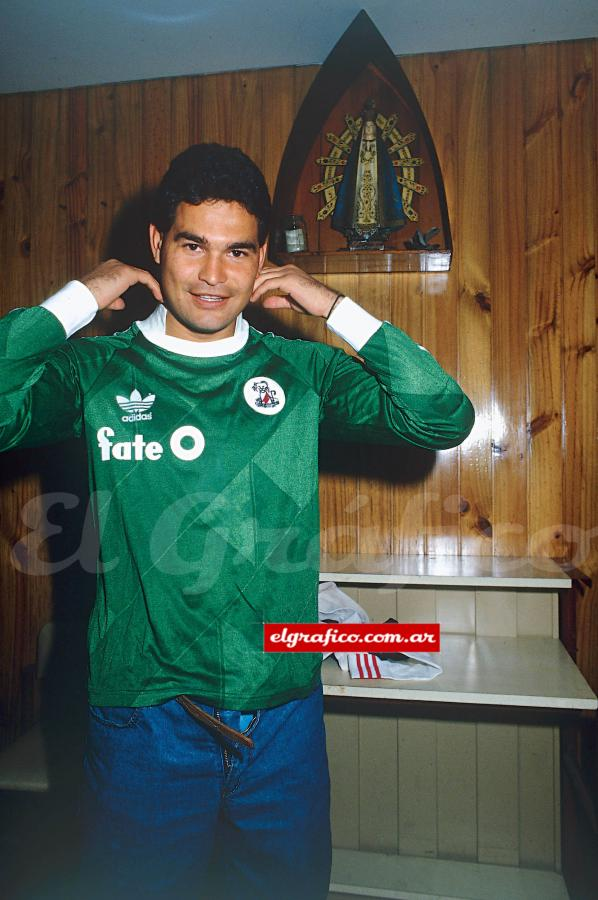
Jose Luis Chilavert

## Entrenadores
- José Durand Laguna (1921)
- Manuel Fleitas Solich (1922–1926)
- Manuel Fleitas Solich (1942–1943)
- José Durand Laguna (1945)
- Aurelio González (1945–1946)
- Manuel Fleitas Solich (1947–1953)
- Vessilio Bártoli (1954)
- César López Fretes (1955)
- Luis Magín Gómez (1955)
- Julio César Ramírez (1956)
- Aurelio González (1957–1959)
- Benjamín Laterza (1959)
- Eduardo López Morán (1960)
- Aurelio González (1960–1961)
- Fulgencio Romero (1962)
- Ondino Viera (1963)
- Manuel Fleitas Solich (1964–1965)
- Aurelio González (1966)
- Benjamín Fernández (1967)
- Aurelio González (1967–1968)
- José María Rodríguez (1969)
- Benjamín Laterza (1970)
- Aurelio González (1970–1972)
- Paulo Amaral (1973)
- Washington Etchamendi (1973)
- Aurelio González (1974)
- José María Rodríguez (1974–1975)
- Ramón Rodríguez (1976–1977)
- Luis Magín Gómez (1979)
- Ranulfo Miranda (1979–1980)
- José María Rodríguez (1981)
- Ramón Rodríguez (1983)
- Cayetano Ré (1985–1987)
- Juan Francisco Rivera (1987)
- José Parodi (1987)
- Eduardo Luján Manera (1988–1989)
- Óscar Valdez (1990)
- Carlos Kiese (1991–1992)
- Sergio Markarián (1992–1993)
- Héctor Corte (1993)
- Alicio Solalinde (1993)
- Valdir Espinosa (1993)
- Alicio Solalinde (1993–1994)
- Ladislao Kubala (1995)
- Gerardo González (1996)
- Paulo César Carpegiani (1996–1998)
- Julio Carlos Gómez (1998)
- Ever Hugo Almeida (1998–1999)
- Sergio Markarián (1999–2001)
- Cesare Maldini (2002)
- Aníbal Ruiz (2002–2006)
- Carlos Jara Saguier (2004)
- Raúl Vicente Amarilla (2006)
- Gerardo Martino (2006–2011)
- Francisco Arce (2011–2012)
- Gerardo Pelusso (2012–2013)
- Víctor Genes (2013–2014)[13]
- Ramón Díaz (2014–2016)
- Francisco Arce (2016–2017)[14]
- Gustavo Morinigo (2018)
- Juan Carlos Osorio (2018–2019)
- Eduardo Berizzo (2019–2021)
- Guillermo Barros Schelotto (2021–2023)[15]
- Daniel Garnero (2023–2024)[16]
- Gustavo Alfaro (2024–presente)

## Estadísticas

### Copa Mundial de Fútbol
Leyenda: PJ: Partidos jugados; PG: Partidos ganados; PE: Partidos empatados; PP: Partidos perdidos; GF: Goles a favor; GC: Goles en contra; Dif.: Diferencia de goles.
| Año   | Ronda | Posición | PJ | PG | PE | PP | GF | GC | DIF | |
| ----- | --- | --- | --- | --- | --- | --- | --- | --- | --- | --- |
| 1930  | Primera fase | 9.º (13) | 2 | 1 | 0 | 1 | 1 | 3 | –2 | |
| 1934  | No participó | No participó | No participó | No participó | No participó | No participó | No participó | No participó | No participó | |
| 1938  | No participó | No participó | No participó | No participó | No participó | No participó | No participó | No participó | No participó | |
| 1950  | Primera fase | 11.º (13) | 2 | 0 | 1 | 1 | 2 | 4 | –2 | |
| 1954  | No clasificó | No clasificó | No clasificó | No clasificó | No clasificó | No clasificó | No clasificó | No clasificó | No clasificó | |
| 1958  | Primera fase | 12.º (16) | 3 | 1 | 1 | 1 | 9 | 12 | –3 | |
| 1962  | No clasificó | No clasificó | No clasificó | No clasificó | No clasificó | No clasificó | No clasificó | No clasificó | No clasificó | |
| 1966  | No clasificó | No clasificó | No clasificó | No clasificó | No clasificó | No clasificó | No clasificó | No clasificó | No clasificó | |
| 1970  | No clasificó | No clasificó | No clasificó | No clasificó | No clasificó | No clasificó | No clasificó | No clasificó | No clasificó | |
| 1974  | No clasificó | No clasificó | No clasificó | No clasificó | No clasificó | No clasificó | No clasificó | No clasificó | No clasificó | |
| 1978  | No clasificó | No clasificó | No clasificó | No clasificó | No clasificó | No clasificó | No clasificó | No clasificó | No clasificó | |
| 1982  | No clasificó | No clasificó | No clasificó | No clasificó | No clasificó | No clasificó | No clasificó | No clasificó | No clasificó | |
| 1986  | Octavos de final | 13.º (24) | 4 | 1 | 2 | 1 | 4 | 6 | -2 | |
| 1990  | No clasificó | No clasificó | No clasificó | No clasificó | No clasificó | No clasificó | No clasificó | No clasificó | No clasificó | |
| 1994  | No clasificó | No clasificó | No clasificó | No clasificó | No clasificó | No clasificó | No clasificó | No clasificó | No clasificó | |
| 1998  | Octavos de final | 14.º (32) | 4 | 1 | 2 | 1 | 3 | 2 | 1 | |
| 2002  | Octavos de final | 16.º (32) | 4 | 1 | 1 | 2 | 6 | 7 | –1 | |
| 2006  | Primera fase | 18.º (32) | 3 | 1 | 0 | 2 | 2 | 2 | 0 | |
| 2010  | Cuartos de final | 8.º (32) | 5 | 1 | 3 | 1 | 3 | 2 | 1 | |
| 2014  | No clasificó | No clasificó | No clasificó | No clasificó | No clasificó | No clasificó | No clasificó | No clasificó | No clasificó | |
| 2018  | No clasificó | No clasificó | No clasificó | No clasificó | No clasificó | No clasificó | No clasificó | No clasificó | No clasificó | |
| 2022  | No clasificó | No clasificó | No clasificó | No clasificó | No clasificó | No clasificó | No clasificó | No clasificó | No clasificó | |
| 2026  | Por disputarse | Por disputarse | Por disputarse | Por disputarse | Por disputarse | Por disputarse | Por disputarse | Por disputarse | Por disputarse | Por disputarse |
| 2030  | Clasificado automáticamente para disputar un partido para la conmemoración del centenario de la primera copa del mundo | Clasificado automáticamente para disputar un partido para la conmemoración del centenario de la primera copa del mundo | Clasificado automáticamente para disputar un partido para la conmemoración del centenario de la primera copa del mundo | Clasificado automáticamente para disputar un partido para la conmemoración del centenario de la primera copa del mundo | Clasificado automáticamente para disputar un partido para la conmemoración del centenario de la primera copa del mundo | Clasificado automáticamente para disputar un partido para la conmemoración del centenario de la primera copa del mundo | Clasificado automáticamente para disputar un partido para la conmemoración del centenario de la primera copa del mundo | Clasificado automáticamente para disputar un partido para la conmemoración del centenario de la primera copa del mundo | Clasificado automáticamente para disputar un partido para la conmemoración del centenario de la primera copa del mundo | Clasificado automáticamente para disputar un partido para la conmemoración del centenario de la primera copa del mundo |
| 2034  | Por disputarse | Por disputarse | Por disputarse | Por disputarse | Por disputarse | Por disputarse | Por disputarse | Por disputarse | Por disputarse | Por disputarse |
| Total | 9/23 | 25.º | 27 | 7 | 10 | 10 | 30 | 38 | –8 | |

### Copa América
Leyenda: PJ: Partidos jugados; PG: Partidos ganados; PE: Partidos empatados; PP: Partidos perdidos; GF: Goles a favor; GC: Goles en contra; Dif.: Diferencia de goles.
| 1916  | No participó     | No participó   | No participó   | No participó   | No participó   | No participó   | No participó   | No participó   | No participó   | No participó | No participó |
| 1917  | No participó     | No participó   | No participó   | No participó   | No participó   | No participó   | No participó   | No participó   | No participó   | No participó | No participó |
| 1919  | No participó     | No participó   | No participó   | No participó   | No participó   | No participó   | No participó   | No participó   | No participó   | No participó | No participó |
| 1920  | No participó     | No participó   | No participó   | No participó   | No participó   | No participó   | No participó   | No participó   | No participó   | No participó | No participó |
| 1921  | Liguilla         | 4.º (4)        | 3              | 1              | 0              | 2              | 2              | 7              | –5             |              |              |
| 1922  | Liguilla         | 2.º (5)        | 5              | 2              | 1              | 2              | 5              | 6              | –1             |              |              |
| 1923  | Liguilla         | 3.º (4)        | 3              | 1              | 0              | 2              | 4              | 6              | –2             |              |              |
| 1924  | Liguilla         | 3.º (4)        | 3              | 1              | 1              | 1              | 4              | 4              | 0              |              |              |
| 1925  | Liguilla         | 3.º (3)        | 4              | 0              | 0              | 4              | 4              | 13             | –9             |              |              |
| 1926  | Liguilla         | 4.º (5)        | 4              | 1              | 0              | 3              | 8              | 20             | –12            |              |              |
| 1927  | No participó     | No participó   | No participó   | No participó   | No participó   | No participó   | No participó   | No participó   | No participó   | No participó | No participó |
| 1929  | Liguilla         | 2.º (4)        | 3              | 2              | 0              | 1              | 9              | 4              | +5             |              |              |
| 1935  | No participó     | No participó   | No participó   | No participó   | No participó   | No participó   | No participó   | No participó   | No participó   | No participó | No participó |
| 1937  | Liguilla         | 4.º (6)        | 5              | 2              | 0              | 3              | 8              | 16             | –8             |              |              |
| 1939  | Liguilla         | 3.º (5)        | 4              | 2              | 0              | 2              | 9              | 8              | +1             |              |              |
| 1941  | No participó     | No participó   | No participó   | No participó   | No participó   | No participó   | No participó   | No participó   | No participó   | No participó | No participó |
| 1942  | Liguilla         | 4.º (7)        | 6              | 2              | 2              | 2              | 11             | 10             | +1             |              |              |
| 1945  | No participó     | No participó   | No participó   | No participó   | No participó   | No participó   | No participó   | No participó   | No participó   | No participó | No participó |
| 1946  | Liguilla         | 3.º (6)        | 5              | 2              | 1              | 2              | 8              | 8              | 0              |              |              |
| 1947  | Liguilla         | 2.º (8)        | 7              | 5              | 1              | 1              | 16             | 11             | +5             |              |              |
| 1949  | Liguilla         | 2.º (8)        | 8              | 6              | 0              | 2              | 21             | 13             | +8             |              |              |
| 1953  | Campeón          | 1.º (7)        | 7              | 4              | 2              | 1              | 14             | 8              | +6             |              |              |
| 1955  | Liguilla         | 5.º (6)        | 5              | 1              | 1              | 3              | 7              | 14             | –7             |              |              |
| 1956  | Liguilla         | 5.º (6)        | 5              | 0              | 2              | 3              | 3              | 8              | –5             |              |              |
| 1957  | No participó     | No participó   | No participó   | No participó   | No participó   | No participó   | No participó   | No participó   | No participó   | No participó | No participó |
| 1959  | Liguilla         | 3.º (7)        | 6              | 3              | 0              | 3              | 12             | 12             | 0              |              |              |
| 1959  | Liguilla         | 5.º (5)        | 4              | 0              | 1              | 3              | 6              | 11             | –5             |              |              |
| 1963  | Liguilla         | 2.º (7)        | 6              | 4              | 1              | 1              | 13             | 7              | +6             |              |              |
| 1967  | Liguilla         | 4.º (8)        | 5              | 2              | 0              | 3              | 9              | 13             | –4             |              |              |
| 1975  | Primera fase     | 7.º (10)       | 4              | 1              | 1              | 2              | 5              | 5              | 0              |              |              |
| 1979  | Campeón          | 1.º (10)       | 9              | 4              | 4              | 1              | 13             | 7              | +6             |              |              |
| 1983  | Semifinales      | 3.º (10)       | 2              | 0              | 2              | 0              | 1              | 1              | 0              |              |              |
| 1987  | Primera fase     | 9.º (10)       | 2              | 0              | 1              | 1              | 0              | 3              | –3             |              |              |
| 1989  | Fase final       | 4.º (10)       | 7              | 3              | 1              | 3              | 9              | 10             | –1             |              |              |
| 1991  | Primera fase     | 6.º (10)       | 4              | 2              | 0              | 2              | 7              | 8              | –1             |              |              |
| 1993  | Cuartos de final | 8.º (12)       | 4              | 1              | 1              | 2              | 2              | 7              | –5             |              |              |
| 1995  | Cuartos de final | 6.º (12)       | 4              | 2              | 1              | 1              | 6              | 5              | +1             |              |              |
| 1997  | Cuartos de final | 7.º (12)       | 4              | 1              | 1              | 2              | 2              | 5              | –3             |              |              |
| 1999  | Cuartos de final | 6.º (12)       | 4              | 2              | 2              | 0              | 6              | 1              | +5             |              |              |
| 2001  | Primera fase     | 10.º (12)      | 3              | 0              | 2              | 1              | 4              | 6              | –2             |              |              |
| 2004  | Cuartos de final | 5.º (12)       | 4              | 2              | 1              | 1              | 5              | 5              | 0              |              |              |
| 2007  | Cuartos de final | 5.º (12)       | 4              | 2              | 0              | 2              | 8              | 8              | 0              |              |              |
| 2011  | Subcampeón       | 2.º (12)       | 6              | 0              | 5              | 1              | 5              | 8              | –3             |              |              |
| 2015  | Cuarto puesto    | 4.º (12)       | 6              | 1              | 3              | 2              | 6              | 12             | –6             |              |              |
| 2016  | Primera fase     | 13.º (16)      | 3              | 0              | 1              | 2              | 1              | 3              | –2             |              |              |
| 2019  | Cuartos de final | 8.º (12)       | 4              | 0              | 3              | 1              | 3              | 4              | –1             |              |              |
| 2021  | Cuartos de final | 6.º (10)       | 5              | 2              | 1              | 2              | 8              | 6              | +2             |              |              |
| 2024  | Fase de grupos   | 14.° (16)      | 3              | 0              | 0              | 3              | 3              | 8              | –5             |              |              |
| 2028  | Por disputarse   | Por disputarse | Por disputarse | Por disputarse | Por disputarse | Por disputarse | Por disputarse | Por disputarse | Por disputarse |              |              |
| Total | 39/48            | 5.°            | 180            | 64             | 43             | 73             | 267            | 310            | –43            |              |              |

## Participaciones
- Copa Mundial de Fútbol (10): 1930, 1950, 1958, 1986, 1998, 2002, 2006, 2010, 2026 y 2030.
- Copa América (39): 1921, 1922, 1923, 1924, 1925, 1926, 1929, 1937, 1939, 1942, 1946, 1947, 1949, 1953, 1955, 1956, 1959-I, 1959-II, 1963, 1967, 1975, 1979, 1983, 1987, 1989, 1991, 1993, 1995, 1997, 1999, 2001, 2004, 2007, 2011, 2015, 2016, 2019, 2021 y 2024.

## Palmarés

### Selección absoluta (2)
| Competición            | Campeón         | Subcampeón                              | Tercer puesto                                 |
| ---------------------- | --------------- | --------------------------------------- | --------------------------------------------- |
| Copa Mundial de Fútbol | -               | -                                       | -                                             |
| Copa América           | 2 (1953 y 1979) | 6 (1922, 1929, 1947, 1949, 1963 y 2011) | 7 (1923, 1924, 1925, 1939, 1946, 1959 y 1983) |

### Finales disputadas
La selección de Paraguay ha participado en finales de torneos oficiales continentales, como la Copa América y los Campeonatos Sudamericanos, incluyendo partidos desempate para definir al campeón. Esta lista excluye competiciones sin final directa, como la mayoría de los Campeonatos Sudamericanos hasta 1975, resueltos por liguilla, y solo considera finales jugadas por selecciones absolutas en torneos mundiales, intercontinentales y continentales, además de las olímpicas hasta 1948.
Desde 1975, la Copa América introdujo finales directas hasta 1987; luego, entre 1989 y 1991, usó liguillas finales sin partido único, y desde 1993 adoptó eliminación directa con cuartos, semifinales y final. Paraguay ha disputado 8 finales, ganando 2 títulos (1953 y 1979) y obteniendo 6 subcampeonatos, como se detalla a continuación.
| Competición                  | Sede      | Local     | Resultado | Visita   | Notas                                                   |
| ---------------------------- | --------- | --------- | --------- | -------- | ------------------------------------------------------- |
| Campeonato Sudamericano 1922 | Brasil    | Brasil    | 3–2       | Paraguay | Subcampeonato de Paraguay en partido final.             |
| Campeonato Sudamericano 1929 | Argentina | Argentina | 2–1       | Paraguay | Subcampeonato de Paraguay en partido único.             |
| Campeonato Sudamericano 1947 | Ecuador   | Argentina | 2–0       | Paraguay | Subcampeonato de Paraguay en torneo sin final directa.  |
| Campeonato Sudamericano 1949 | Brasil    | Brasil    | 7–0       | Paraguay | Subcampeonato de Paraguay en partido desempate.         |
| Campeonato Sudamericano 1953 | Perú      | Paraguay  | 3–2       | Brasil   | Primer título de Paraguay en la Copa América.           |
| Campeonato Sudamericano 1963 | Bolivia   | Bolivia   | 4–2       | Paraguay | Subcampeonato de Paraguay en torneo sin final directa.  |
| Copa América 1979            | Paraguay  | Paraguay  | 3–0       | Chile    | Segundo título de Paraguay; primer partido de la final. |
| Copa América 2011            | Argentina | Uruguay   | 3–0       | Paraguay | Subcampeonato de Paraguay en partido único.             |

Paraguay participó en 8 finales directas en torneos oficiales, ganando 2 (1953 y 1979) y quedando subcampeón en 6 ocasiones (1922, 1929, 1947, 1949, 1963 y 2011).

### Mayor racha invicta
La selección de Paraguay alcanzó su mayor racha invicta entre julio de 1996 y junio de 1997, bajo la dirección de Paulo César Carpegiani, acumulando 13 partidos consecutivos sin perder en tiempo reglamentario. Esta histórica marca incluye 10 victorias y 3 empates, con un total de 20 goles a favor y 5 en contra. Durante este período, Paraguay mostró un sólido desempeño en amistosos, las Eliminatorias para el Mundial 1998 y el inicio de la Copa América 1997.
La racha llegó a su fin el 14 de junio de 1997, cuando Paraguay cayó 2-0 ante Ecuador en Cochabamba, en un partido correspondiente a las Copa América 1997. Este encuentro marcó el cierre de una etapa de gran estabilidad para la Albirroja, que había consolidado su reputación como un equipo competitivo en el ámbito sudamericano e internacional.
| 429 | 26 de julio de 1996     | Asunción     | Bolivia        | 2-0 | Amistoso      | Celso Ayala y José Saturnino Cardozo                  |
| 430 | 8 de agosto de 1996     | Pekín        | China          | 2-0 | Amistoso      | Harles Bourdier y Javier Espinola                     |
| 431 | 1 de septiembre de 1996 | Buenos Aires | Argentina      | 1-1 | Eliminatorias | José Luis Chilavert                                   |
| 432 | 9 de octubre de 1996    | Asunción     | Chile          | 2-1 | Eliminatorias | Carlos Gamarra y Catalino Rivarola                    |
| 433 | 10 de noviembre de 1996 | Asunción     | Ecuador        | 1-0 | Eliminatorias | Miguel Ángel Benítez                                  |
| 434 | 15 de diciembre de 1996 | La Paz       | Bolivia        | 0-0 | Eliminatorias |                                                       |
| 435 | 6 de enero de 1997      | Asunción     | Armenia        | 2-0 | Amistoso      | Estanislao Struway y Carlos Gamarra                   |
| 436 | 12 de enero de 1997     | Mérida       | Venezuela      | 2-0 | Eliminatorias | Miguel Ángel Benítez y Julio César Enciso             |
| 437 | 12 de febrero de 1997   | Asunción     | Perú           | 2-1 | Eliminatorias | Catalino Rivarola y Arístides Rojas                   |
| 438 | 2 de abril de 1997      | Asunción     | Colombia       | 2-1 | Eliminatorias | Hugo Galeano (e/c) y Derlis Soto                      |
| 439 | 30 de abril de 1997     | Asunción     | Uruguay        | 3-1 | Eliminatorias | Arístides Rojas, José Saturnino Cardozo y Derlis Soto |
| 440 | 4 de junio de 1997      | San Luis     | Estados Unidos | 0-0 | Amistoso      |                                                       |
| 441 | 11 de junio de 1997     | Cochabamba   | Chile          | 1-0 | Copa América  | Roberto Acuña                                         |